# Guerriglia e brigantaggio postunitario nelle province meridionali

I) Provincia di Napoli, II) Terra di Lavoro, III) Principato Citra, IV) Principato Ultra, V) Basilicata, VI) Capitanata, VII) Terra di Bari, VIII) Terra d'Otranto, IX) Calabria Citeriore, X) Calabria Ulteriore Seconda, XI) Calabria Ulteriore Prima, XII) Contado di Molise, XIII) Abruzzo Citra, XIV) Abruzzo Ulteriore Secondo, XV) Abruzzo Ulteriore Primo e, da XVI a XXII le province siciliane. In giallo lo Stato Pontificio. Il tratteggio copre le aree inizialmente interessate dalla legge Pica

La guerriglia e brigantaggio postunitario nelle province meridionali continentali del Regno d'Italia si sviluppò nell'ambito del brigantaggio postunitario italiano con diverse modalità da area a area, in funzione di diverse variabili.
Fattori che ne influenzarono la nascita e lo sviluppo furono la vicinanza (o lontananza) dallo Stato Pontificio, la geografia fisica dei luoghi più o meno adatti ad azioni di guerriglia, la presenza più o meno abbondante sia di forze liberali unitarie che di famiglie legate al regime borbonico, differenti livelli di benessere economico e diverse eredità storiche sia di brigantaggio che dell'ormai pluricinquantenario periodo di lotte, iniziato con la Repubblica Napoletana del 1799, che contrapponeva le forze liberali a quelle legate al Regno delle Due Sicilie.

## Abruzzi

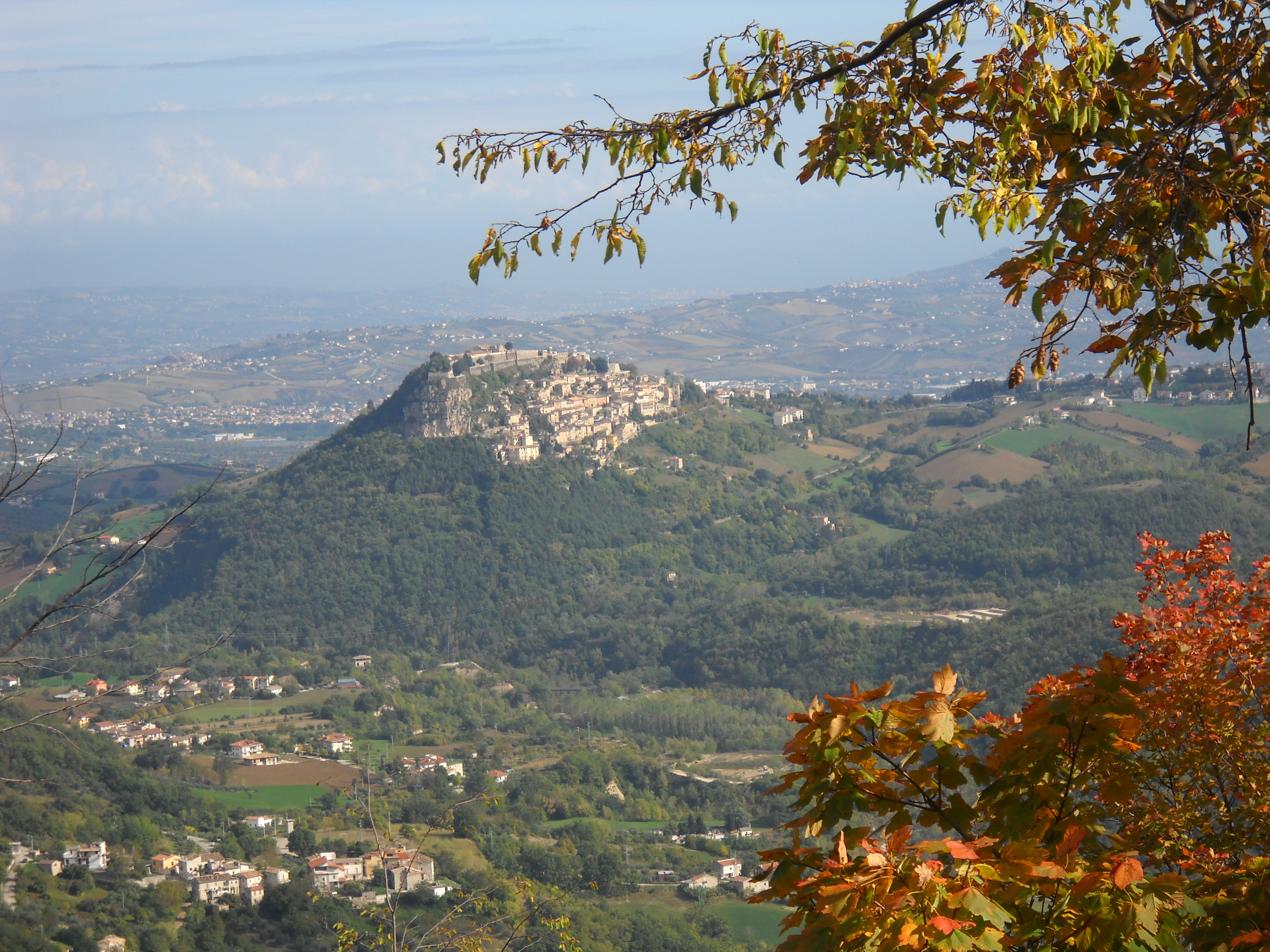
La collina, sulla cui sommità si trova la fortezza di Civitella del Tronto nel teramano

Gli Abruzzi nel 1860, epoca dell'ingresso di Vittorio Emanuele II nel Regno delle Due Sicilie, risultarono suddivisi amministrativamente in tre province: Abruzzo Ulteriore Secondo, Abruzzo Citeriore e Abruzzo Ulteriore Primo.
Dal settembre 1860 e durante l'Assedio di Gaeta, gli Abruzzi furono considerati, da parte borbonica, area strategicamente rilevante per sviluppare la reazione popolare e la guerriglia antisabauda, le tre province furono quindi interessate, anche se con connotazioni diverse, a episodi bellici e di brigantaggio organizzati e sviluppati sul territorio dalla Corte di Francesco II delle Due Sicilie o dai comitati borbonici di Roma e locali
L'Abruzzo Ulteriore Secondo, subì la guerriglia filoborbonica proveniente dalle frontiere con lo Stato Pontificio e fu inoltre soggetto al brigantaggio che si sviluppò localmente nelle aree montuose del Cicolano, del Sirente e dell'Altopiano delle Cinquemiglia; l'Abruzzo Citeriore fu soggetto ai moti popolari che si svilupparono nel settembre/ottobre 1860 e ad episodi di brigantaggio indigeno o proveniente dal Molise e Terra di Lavoro; gli avvenimenti che si verificarono nell'Abruzzo Ulteriore Primo furono caratterizzati dalla lotta che si sviluppò sul suo territorio per ottenere la resa di Civitella del Tronto e per far fronte alle scorrerie delle bande guerrigliere che agevolarono la resistenza della fortezza e delle bande filopapaline operanti nei pressi di Ascoli Piceno. Conclusa la fase della guerriglia, rimase il brigantaggio politico e/o malavitoso che si mantenne in vita nelle tre province per molti anni concludendosi dopo la Presa di Roma nel 1870, quando cessarono di funzionare le Zone Militari.

### Abruzzo Ulteriore Primo
L'Abruzzo Ulteriore Primo con capitale Teramo, sul cui territorio si trovava la fortezza borbonica di Civitella del Tronto fu soggetto alle scorrerie di alcune bande locali organizzate e finanziate in un primo tempo direttamente da Gaeta e poi dai comitati borbonici che sorsero in quasi tutte le province del Mezzogiorno per sviluppare movimenti reazionari a favore di Francesco II. Occupate le principali città abruzzesi da parte piemontese, contingenti di truppa e di Guardie Nazionali si trovarono impegnati a circoscrivere i moti popolari che interessarono anche numerose cittadine dell’Abruzzo Citeriore, e dell’Abruzzo Ulteriore II.
Con riguardo alle vicende che si verificarono nel Teramano nel 1860, ’61, ’62 e anni successivi, è opportuno rilevare che molti avvenimenti, specie quelli avvenuti nel corso del 1860 e del 1861 ebbero, almeno fino alla capitolazione di Civitella del Tronto, una prevalente connotazione bellica e/o di guerriglia organizzata e, come tale, da collegarsi solo in parte ad atti di “brigantaggio”. Natura certamente bellica ebbe l’assedio e la resistenza di Civitella del Tronto; guerriglia fu, invece, l'insieme delle azioni sviluppate contro le posizioni occupate dai piemontesi nei pressi della Piazza, per alleggerirne l’assedio, consentirne il rifornimento, impegnare la truppa in settori secondari e ridurre così la vigilanza nelle aree interessate alle incursioni guerrigliere. A tali operazioni, parteciparono anche nuclei della guarnigione usciti da Civitella del Tronto, e alcuni capi della guerriglia, tra cui emersero Bernando Stramenga, Gaetano Troiani, Angelo Florj e altri.
Nelle reazioni popolari che si verificarono antecedentemente e/o contemporaneamente ai plebisciti, nel Teramano e nella provincia di Ascoli Piceno, la fortezza di Civitella ebbe, sino alla sua capitolazione, un ruolo determinante. Infatti, nelle giornate antecedenti il plebiscito, il presidio di Civitella del Tronto uscì dalla fortezza, innalzando le bandiere borboniche. Contemporaneamente, mediante segnali prestabiliti, masse contadine provenienti dalle zone montuose tra Teramo e L'Aquila, scesero in pianura, invasero i villaggi, spodestarono le autorità, commisero non pochi delitti e misero a sacco le abitazioni di alcuni liberali. Contadini, nostalgici e soldati borbonici sbandati, furono poi dispersi da reparti di truppa e da contingenti di milizie volontarie prontamente accorse. Gli avvenimenti preoccuparono il governatore di Teramo Pasquale de Virgiliis, che nell'indire per il 21 ottobre 1860 i plebisciti a Teramo, avvalendosi dei pieni poteri a lui concessi, promulgò un'Ordinanza dichiarando lo stato d'assedio e minacciando di morte chiunque fosse stato trovato in possesso di armi.
L'Ordinanza con il suo potere deterrente e le dure azioni poste in essere dal governatore, non furono del tutto adeguate a circoscrivere la reazione e a evitare che si verificassero nuovi incidenti e sommosse. Infatti, il 21 ottobre 1860 nella giornata del plebiscito, insorse Controguerra dove legittimisti e contadini, approfittando della fiera paesana, diedero avvio a una serie di sommosse che si propagarono anche a Cellino Attanasio e ad Atri preoccupando anche i paesani di Silvi e di altre località. Nella stessa giornata ed in quelle successive, la rivolta scoppiò a Torano e a Cermignano, mentre il presidio borbonico di Civitella eseguì una sortita attaccando Sant'Egidio alla Vibrata. A Canzano e a Elice la sommossa fu soffocata sul nascere mentre altri disordini scoppiarono a Nereto e a Sant’Omero. Nel tentativo di riportare l'ordine, alle milizie locali si associarono anche le guardie nazionali provenienti da Penne e da Cermignano. Insorta nel frattempo anche Bellante, nella tarda mattinata del 24 ottobre un centinaio di soldati borbonici uscì dalla Fortezza di Civitella del Tronto raggiungendo Campli. La piccola cittadina, invasa anche da consistenti masse popolari, fu parzialmente saccheggiata prima che gli aggressori fossero posti in fuga. Le bande poi, appoggiate da un nucleo di soldati borbonici di Civitella, attaccò Ancarano. Respinti dalla Guardia Nazionale, i legittimisti, penetrati nell'ex territorio pontificio si diressero poi a Folignano fomentando disordini.
Piccole azioni offensive contro le posizioni piemontesi con lo scopo di approvvigionare la fortezza furono tentate in più occasioni, nel corso del dicembre 1860, dalle formazioni guerrigliere di Bernardo Stramenga, di Gaetano Troiani e Angelo Florj che, dopo alcuni tentativi infruttuosi, riuscirono a far entrare viveri e rifornimenti di vario tipo all'interno della cittadella assediata. Tali operazioni destinate a superare il blocco imposto dalle truppe, ebbero natura complessa e furono sviluppate, in modo coordinato, anche con il supporto della guarnigione di Civitella che organizzò vari attacchi diversivi. Alle azioni controrivoluzionarie, e di disturbo promosse da elementi filoborbonici si accompagnò la prosecuzione delle operazioni belliche contro Civitella poste in essere dal generale Ferdinando Augusto Pinelli, inviato nel frattempo con le sue truppe per porre termine alla resistenza di Civitella ed eliminare la guerriglia sviluppatasi nelle Marche nei pressi di Ascoli Piceno.
Il Pinelli, giunto a Ponzano, il 6 dicembre 1860, intimò alla guarnigione della fortezza di arrendersi minacciando in caso di rifiuto il bombardamento e la lotta ad oltranza.. Respinto l'Ultimatum, il Pinelli iniziò il cannoneggiamento con le sue artiglierie senza però ottenere risultati di particolare rilievo. Ai colpi di cannone rispose la reazione della guarnigione che, con l'aiuto delle formazioni guerrigliere esterne, effettuarono una sortita sopraffacendo un nucleo di bersaglieri posto a guardia del convento di Santa Maria. Il Pinelli, nel perdurare dell'assedio e dopo aver effettuato altri tentativi per prendere la piazzaforte, decise di agire anche contro le formazioni filopapaline dell'Ascolano dando avvio a questo specifico ciclo operativo nel gennaio 1861.
Nel corso di questa attività e negli scontri che si verificarono nei pressi di Paggese e di Mozzano, i reparti piemontesi subirono varie perdite. Ai combattimenti seguì la ritorsione del Pinelli che, con le sue truppe, eseguì una spedizione punitiva contro alcuni paesi del Teramano e dell'Ascolano. Nel circondario di Teramo furono attaccate e incendiate alcune piccole frazioni della Valle Castellana tra cui Cesano, Cerqueto, Settecerri, Collegrato, Olmeto, Basto, Macchia di Sole, Santa Rufina e San Vito. In provincia di Ascoli Piceno quelle di Coperso, Talvacchia, Rosara, Colloto e Cervara. A Civitella nel frattempo si registrarono altri scontri tra cui quello che si svolse il 6 febbraio 1861, quando gruppi di guerriglieri nel tentativo di approvvigionare la Piazza si scontrarono con reparti piemontesi avendone la peggio.
A seguito degli scontri e dei numerosi morti e feriti tra le truppe piemontesi, il Pinelli decise il 13 febbraio 1861 di pubblicare un ordine del giorno indirizzato alle proprie truppe. Tono e contenuti dell’ordine del giorno, di particolare violenza, originarono forti proteste tanto da costringere il governo a esautorare il Pinelli che fu sostituito il 17 dello stesso mese dal generale Luigi Mezzacapo. che, intimata la resa al comandante della fortezza, riprese le ostilità. Caduta nel frattempo, il 12 febbraio 1861 la fortezza di Gaeta fu firmato un armistizio concordando patti e condizioni di resa della guarnigione. Conseguentemente, giunta la notizia, a Civitella, fu concordata una tregua al fine di porre fine alle ostilità sulla falsariga degli accordi raggiunti a Gaeta. Le cose non andarono per il verso giusto, quindi la lotta riprese. Le operazioni continuarono fino al 20 marzo quando sul castello di Civitella fu innalzata la bandiera tricolore. Successivamente fu disposta la distruzione della fortezza i cui resti sono a tutt’oggi ben visibili.
Con la resa di Civitella, alle bande guerrigliere di Bernardo Stramenga e dei suoi gregari Angelo Florj e Felice Antonio Angelici, non restò altra alternativa che di darsi alla macchia. Non lasciarono l’Abruzzo Ulteriore Primo ma rifugiandosi nelle zone montuose della provincia e della Valle Castellana si diedero al brigantaggio che esercitarono, anche sconfinando in altri settori, fino alla cattura dello Stramenga avvenuta nel maggio 1863. Le incursioni e le razzie sviluppate dalla banda furono numerose e tormentarono non poche località tra cui: Isola del Gran Sasso d'Italia, Assergi, Colledara, Valle Castellana, Pietracamela, Tossicia, Castelli e Frignano. Il 22 aprile 1861 la banda dello Stramenga, composta da un centinaio di uomini e proveniente dallo Stato Pontificio, attaccò il paese di Tonnicoda nella valle del Salto rientrando velocemente nei confini pontifici per sottrarsi all'inseguimento della truppa. Con la proclamazione dello Stato d'assedio a seguito delle imprese di Giuseppe Garibaldi che si conclusero nella Giornata dell'Aspromonte, anche nel Teramano furono effettuati arresti di persone accusate di essere manutengoli o collegate a fatti di brigantaggio in genere. Non mancarono tentativi di evasione, infatti l’8 febbraio 1863 la provincia di Teramo fu messa in stato di allarme a causa della fuga dalle carceri della città, di 55 detenuti che si rifugiarono in montagna. Inseguiti da un reparto del 41º fanteria, gli evasi catturati furono passati per le armi. I superstiti riuscirono a unirsi alle piccole bande ancora operative nella provincia. Sempre nel 1863 mentre si combatteva nell'aprile a Civita d'Antino, in Valle Roveto, contro la banda Tristany, quasi contemporaneamente, su sollecitazione dei comitati borbonici, una grossa formazione di circa 80 uomini al comando di Bernardo Stramenga, forzò il confine nei paraggi di Carsoli e, attraversando il territorio di Cittaducale, penetrò fino all’Alta Valle del Vomano occupando nel maggio 1863 Fano Adriano. Accerchiati da reparti del 4° e del 41º fanteria, da carabinieri e da guardie nazionali, i briganti tentarono di ripiegare sui monti di Leonessa, ma furono sbaragliati. Tredici briganti, furono fucilati e altri 17 catturati durante successivi rastrellamenti. Il 19 maggio 1863 lo Stramenga, assieme ad altri superstiti della sua banda, riuscì a riparare in territorio pontificio dove fu arrestato dalle truppe pontificie. Scontata la pena emigrò all’estero dove morì.
Con i provvedimenti adottati nel 1862, con la Legge Pica del 1863, con la continua vigilanza sviluppata dai reparti di truppa e con la cattura o la resa dei briganti ancora viventi, verso la fine del 1864, le condizioni di pubblica sicurezza nel Teramano furono considerate soddisfacenti.

### Abruzzo Ulteriore Secondo

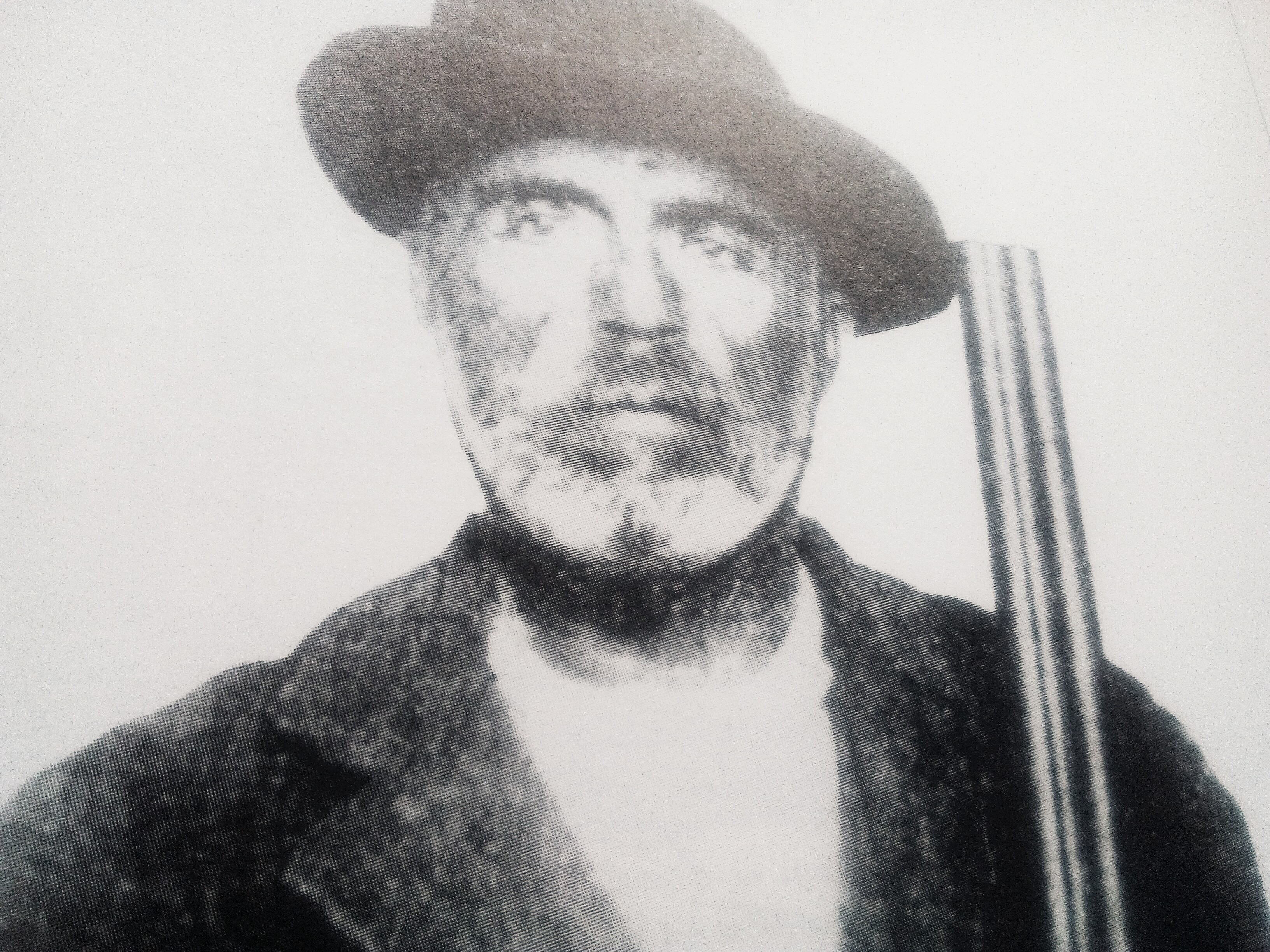
Foto segnaletica del brigante Berardino Viola

L'Abruzzo Ulteriore Secondo come altre province del Mezzogiorno, dopo aver subito la guerriglia filoborbonica, fu soggetta anche al fenomeno del brigantaggio locale che si sviluppò nelle zone montuose del Cicolano, del Sirente e dell'Altopiano delle Cinquemiglia.
Le popolazioni furono inoltre sistematicamente vessate anche dalle bande provenienti da oltre frontiera che organizzarono basi in Molise, in Terra di Lavoro e nelle zone di confine dello Stato Pontificio. Proprio dai territori di frontiera fu scatenata da parte borbonica la guerriglia, con lo scopo di colpire le retrovie e distrarre dal teatro bellico principale le forze garibaldine impegnate sul Volturno. Infatti, nel settembre 1860, fu allestita a Gaeta una brigata leggera posta al comando del colonnello Theodor Friedrich Klitsche de la Grange. Questi occupata Sora il 28 settembre, organizzò ed effettuò scorrerie che interessarono nell’ottobre anche Balsorano e Civitella Roveto.
Le vittorie di Klitsche de la Grange, causarono sommosse e disordini in numerosi paesi tra cui Campo di Giove, Palena, Taranta Peligna, Pettorano sul Gizio, Rivisondoli, Roccaraso e Castel di Sangro. Il 1º ottobre 1860 la reazione, si estese a Tagliacozzo, Villa San Sebastiano, Cappadocia e Petrella Liri. il 7 ottobre 1860 insorsero anche Carsoli, Rocca di Mezzo, Rocca di Cambio, Rovere e Terranera. L'11 ottobre insorse anche Avezzano, le cui autorità invitarono il colonnello Klitsche de la Grange a occupare l'intera Marsica. Alla rivolta di Avezzano seguì quella di altri centri del circondario come Celano, Scurcola Marsicana, Trasacco, Collarmele, Cerchio e Pescina. Nella Marsica rimasero in mano dei liberali i soli comuni di Magliano de' Marsi e di Gioia dei Marsi. Ad Avezzano nel frattempo tra il 17 e il 19 ottobre giunse il Klitsche de la Grange che il 20 occupò Magliano de' Marsi e poi Scurcola Marsicana, Celano]l, Rocca di Mezzo e alcuni paesi nei pressi dell'Aquila, tra cui San Demetrio ne' Vestini, minacciando così di invadere la città. Nel frattempo, le truppe di Vittorio Emanuele II, entrate il 12 ottobre negli Abruzzi, avanzarono sugli obiettivi fissati divise in vari scaglioni. La brigata “Bologna” (39°-40°), posta agli ordini del generale Ferdinando Augusto Pinelli, raggiunse Terni per poi trasferirsi verso fine ottobre all'Aquila mentre le truppe del IV e del V Corpo d'Armata, seguendo itinerari diversi, dopo aver occupato pacificamente il 16 la Fortezza di Pescara e le città di Chieti, Sulmona e L'Aquila, si riunirono il 19 ottobre a Roccaraso per proseguire la loro avanzata verso Isernia. Superata Roccaraso, le truppe piemontesi si scontrarono il 20 ottobre al valico del Macerone con le forze del generale borbonico Douglas-Scotti che subì una pesante sconfitta.
Malgrado il contesto, il 21 ottobre furono indetti i plebisciti durante lo svolgimento dei quali si verificarono disordini e sommosse. Il 27 insorse Campotosto, e alcuni villaggi nei pressi di Montereale mentre altri tumulti, si svilupparono: nel Cicolano a Fiamignano, Radicaro e Pescorocchiano; nella Valle del Sirente a Gagliano Aterno, Fontecchio, Castelvecchio Subequo, Secinaro, Fagnano, e Tione degli Abruzzi. Malgrado gli interventi della Guardia Nazionale i focolai della reazione si estesero anche a Borgo San Pietro, Petrella del Salto e la frazione di Capradosso. Nel frattempo la città dell'Aquila, per rispondere alla minacciata invasione della città da parte delle formazioni di Klitsche de la Grange, ottenne dalle autorità militari contingenti della brigata “Bologna” (39°- 40°) e dei bersaglieri che giunsero al comando del generale Ferdinando Augusto Pinelli il 25 ottobre. Il Pinelli dopo aver effettuato una pesante incursione su Pizzoli e San Vittorino, il 4 novembre dichiarò lo Stato d'assedio nella provincia istituendo una Corte marziale.
Per stroncare le ribellioni in atto, il Pinelli decise inoltre di marciare sulla città di Avezzano occupata dai legittimisti. Due colonne mobili mossero quindi verso la Marsica di cui una agli ordini del colonnello Pietro Quintini si diresse su Cittaducale e Collefegato, l'altra al comando del Pinelli, marciò verso Avezzano che fu occupata il 20 novembre 1860. La colonna del colonnello Quintini, invece, con due compagnie del 40º fanteria e due del IX battaglione bersaglieri si diresse verso Avezzano seguendo l'itinerario Antrodoco, Cittaducale, Capradosso, Fiamignano, Collefegato, Magliano de' Marsi. Debellate le sacche di resistenza, la colonna raggiunse il 16 novembre Capradosso e poi Fiamignano. Ristabilito l'ordine il Quintini proseguì nella marcia e lasciate due compagnie a protezione di Tagliacozzo, il 26 novembre si ricongiunse ad Avezzano con il generale Pinelli.
La partecipazione del generale Pinelli agli eventi che si verificarono in quest'area non durò molto a lungo. Infatti, nel gennaio 1861 si trasferì nell'area operativa dell'Abruzzo Ulteriore II per ottenere la resa di Civitella del Tronto e contrastare le reazioni provocate da elementi filopapalini nei pressi di Ascoli Piceno. Nel frattempo, nei territori di confine con lo Stato Pontificio, i gruppi legittimisti, al comando del colonnello Francesco Saverio Luverà e dell'avv. Giacomo Giorgi, entrarono il 10 gennaio 1861 a Carsoli e il 13 a Tagliacozzo. La guarnigione piemontese, composta da 400 uomini del 40º fanteria, sotto l'assalto di forze preponderanti, fu costretta a ritirarsi.. Il Luverà rientrato a Roma per ottenere rinforzi lasciò il comando a Giacomo Giorgi invitandolo a mantenersi sulle posizioni occupate e di ripiegare in caso di attacco nel Cicolano. Partito il Luverà, Giacomo Giorgi nella giornata del 19 gennaio disobbedì agli ordini ricevuti attaccando e conquistando Scurcola Marsicana. La difesa, costituita da un contingente del 6º fanteria, fu obbligata a ritirarsi fuori città dopo aver messo in allarme i presidi di Magliano de' Marsi, Avezzano e Cappelle dei Marsi. Nella tarda serata le formazioni del Giorgi accampate a Scurcola Marsicana furono attaccate e disperse dalle truppe piemontesi giunte da Avezzano e da Magliano de' Marsi. Il Luverà, giunto nel frattempo a Carsoli con i rinforzi, non avendo armi a sufficienza per tutti i suoi uomini, si trovò costretto a riparare il 6 febbraio 1861 a Oricola. Il 10 febbraio, dopo i combattimenti che si verificarono nei pressi dell'Abbazia di Casamari e a Bauco, il Luverà decise di attaccare Collalto Sabino che fu conquistata e messa a sacco il 12 febbraio 1861. Giunta la notizia della caduta di Gaeta, le formazioni del Luverà rientrarono ad Oricola prima di disperdersi e/o arrendersi. Solo una piccola banda, comandata da Luigi Alonzi alias “Chiavone”, rifiutò di cedere le armi e, dopo essersi riorganizzata, riprese le scorrerie attaccando nel mese di aprile un distaccamento del 44º fanteria a Luco dei Marsi e assalendo nel luglio San Giovanni e San Vincenzo Valle Roveto.
Fallito il tentativo del Luverà, caduta Gaeta il 13 febbraio, capitolata il 12 marzo 1861 la cittadella di Messina e il 20 marzo quella di Civitella del Tronto, i borbonici, ormai severamente sconfitti, non abbandonarono l'idea di una restaurazione del Regno delle Due Sicilie continuando ad ottenere l'appoggio del Clero e della Curia romana. Da Roma quindi, attraverso i comitati borbonici diffusi sul territorio, i legittimisti proseguirono la loro azione formando bande di consistenza variabile che furono poste al comando di capi ormai troppo compromessi per ottenere il perdono. Nell’anno 1861 quindi, come in quelli che seguirono, la lotta proseguì colpendo in particolare i territori di Chieti, Sulmona, Teramo, Avezzano e L'Aquila e le aree montuose del Gran Sasso del Sirente, della Majella, della Marsica, della Valle Roveto, del Cicolano, e dell'Altopiano delle Cinquemiglia.
Lo sviluppo del brigantaggio rese famose alcune bande anche nell'Abruzzo Ulteriore Secondo e più in particolare: nel Cicolano, quelle di Aurelio Ricciardi, dei fratelli Michele e Bernardino Pietropaoli, dei fratelli Angelo e Domenico De Sanctis, di Giovanni Colaiuta, di Domenicantonio Orfei e di Berardino Viola, quest'ultimo a capo della banda di Cartòre.; sulle montagne del Sirente, operarono altre bande dislocate nelle vicinanze di paesi a loro favorevoli e agevolate da manutengoli e tra queste quella di Vincenzo Vacca alias “Cannone”,, di Francesco Presutti detto Francescone e di Angelo del Guzzo; nella zona dell'Altopiano delle Cinquemiglia e delle montagne di Scanno, si dislocarono le bande formate da Nunzio Tamburrini, Primiano Marcucci, Croce di Tola e altri che con le loro scorrerie si spinsero nel Chietino, nel Molise e anche in Terra di Lavoro. Nello stesso periodo a Pescorocchiano si distinse la banda di Fiore Sallusti cui si unì spesso quella del Colaiuta operante presso Fiamignano. Tra i capi “storici” ancora alla macchia anche Ascenso Napoleone che, catturato nel mese di aprile 1861 dalle guardie nazionali, di Collefegato, fu trasferito a Fiamignano e poi passato per le armi.
Furti, abigeati, reati contro le persone, ricatti e sequestri si susseguirono per molti anni fin oltre il 1870. Oltre alle incursioni delle bande già citate l'Abruzzo Aquilano continuò a essere soggetto all'aggressione di quelle operanti nelle zone di confine con lo Stato Pontificio che il 3 giugno attaccarono Castel di Sangro. Il 27 giugno 1861, gli uomini di Chiavone entrarono a Roccavivi e il 14 luglio successivo attraversata la Valle Roveto saccheggiarono i borghi di San Vincenzo e San Giovanni. I 14 luglio le formazioni di Luigi Alonzi occuparono inoltre Collelongo e Villavallelonga per tentare di congiungersi con le bande della Majella, ma il tentativo non riuscì. Infatti, Chiavone nei pressi di Pescasseroli si scontrò con alcuni reparti del 35º fanteria; decisa la ritirata cercò di ripassare il Liri presso Balsorano ma, durante il guado fu sorpreso da una colonna del 44º fanteria che gli arrecò sensibili perdite. Altre piccole operazioni furono nel frattempo sviluppate nel novembre del 1861 dalle bande locali tra cui quelle di Colaiuta che agì a Morrea e di quelle Giovanni di Giovanni che attaccò i centri di Pietrasecca e Pereto. Nel novembre si rifece vivo il Chiavone che invase Civita d'Antino saccheggiando case e catturando ostaggi. Tra i tanti avvenimenti che si verificarono alla fine del 1861 è da ricordare anche la cattura, avvenuta l'8 dicembre del 1861, nei pressi di Castelvecchio di Sante Marie nell'Abruzzo Ulteriore Secondo di Jorge Luis Borges che, lasciato Carmine Crocco e la Basilicata nel novembre, fu catturato e passato per le armi a Tagliacozzo dai bersaglieri del capitano Enrico Franchini.
Superato l'inverno le organizzazioni brigantesche riorganizzate, rifornite e dotate dai comitati borbonici di nuovi mezzi finanziari ripresero nella primavera del 1862 la loro attività.. Si mossero anche le formazioni di Chiavone e poi dello spagnolo Rafael Tristany, nominato nel frattempo da Francesco II, comandante delle truppe insorgenti degli Abruzzi che colpirono in particolare la Valle del Liri, la Marsica e l'Abruzzo Ulteriore Secondo. Le autorità militari potenziarono i presidi ma i provvedimenti assunti non furono sufficienti a scongiurare gli assalti ai paesi più indifesi e maggiormente esposti. Il 6 aprile 1862, circa 200 uomini, posti al comando di Pasquale Mancini, assalirono e devastarono Luco dei Marsi, presidiato da un piccolo reparto del 44º fanteria della brigata “Forlì” prima di essere dispersi dalla truppa; durante gli scontri cadde Pasquale Mancini e numerosi altri briganti. Il 10 maggio 1862 Chiavone invase e saccheggiò Fontechiari, il 7 giugno Pescosolido; nei giorni successivi raggiunse l'Altopiano delle Cinquemiglia, dove si riunì alle bande abruzzesi di Luca Pastore e di Nunzio Tamburini. Il 17 giugno investì Castel di Sangro, dove respinto subì pesanti perdite. Rientrato con i superstiti in territorio pontificio Chiavone fu fatto fucilare dal comandante borbonico Rafael Tristany.
La vita per le bande, già di per sé non semplice, si complicò con la proclamazione dello Stato d'assedio a seguito delle imprese di Giuseppe Garibaldi che si conclusero nella Giornata dell'Aspromonte, restrizioni nel movimento delle persone, arresti, di manutengoli e aumento della vigilanza non ridussero però l'attività delle bande finanziate e rinforzate con nuove leve dai comitati borbonici nella speranza di poter approfittare della situazione in atto e sviluppare nuovi tentativi di restaurazione del regno di Francesco II. Si formarono quindi nel giugno del 1862 le bande dei fratelli Francesco ed Evangelista Guerra, e a queste si associarono le formazioni di Domenico Fuoco, Alessandro Pace ed altri capi minori. Restarono comunque in attività le bande dei fratelli De Sanctis, Antonio ed Aurelio Ricciardi, di Fiore Sallusti e di Bernardino Viola evaso dalle carceri. Nel settembre 1862 le bande del Cicolano, dell'Aquilano e della Marsica si unirono formando la banda detta "di Cartòre" che agì a Collefegato, Fiamignano, Pescorocchiano, Tornimparte, Lucoli, Magliano de' Marsi e altri paesi. Tra i capi Bernardino Pietropaoli, Berardino Viola, Candido Vulpiani, Aurelio Ricciardi Domenicantonio Orfei, Fiore Salvatore, Giovanni Colaiuta ed altri Nel novembre 1862 Aurelio Ricciardi, Domenicantonio Orfei e Fiore Sallusti con altri gregari, diretti verso il confine pontificio furono sorpresi dalla Guardia nazionale di Oricola e da un reparto di bersaglieri; Domenicantonio Orfei e Fiore Sallusti riuscirono a fuggire alla cattura e a dileguarsi sui monti della piana del Cavaliere mentre gli altri e tra questi i fratelli Ricciardi, furono fucilati a Oricola..
Molti altri episodi di brigantaggio si verificarono durante il 1863, il 1864 e negli successivi colpendo in particolare i territori dell'Abruzzo Citra e dell'Abruzzo Ulteriore Secondo estendendosi al Molise e in Terra di Lavoro. E ciò malgrado i provvedimenti adottati dal Governo tra cui la Legge Pica che rimase in vigore fino al 1865. Infatti, nel 1863 i briganti svilupparono numerose scorrerie nelle varie province degli Abruzzi e anche al confine pontificio. Il 24 aprile 1863, il 6º fanteria rioccupò Civita d'Antino, nella Valle Roveto, ancora nelle mani della banda di Rafael Tristany. Nell'inverno del 1863 anche la banda dei fratelli De Sanctis si sciolse; morto di vaiolo Sabantonio, gli altri due fratelli si costituirono. Nel 1864 in provincia dell'Aquila, malgrado la presenza di forze regolari e volontarie, Primiano Marcucci, Bernardino Viola e Nunzio Tamburini imperversarono nella regione, effettuando scorrerie in provincia di Chieti e nel Molise. Nel Cicolano la banda di Michele, Domenico e Bernardino Pietropaoli fu sorpresa nell'agosto da un reparto di bersaglieri e di guardie nazionali e dispersa nei pressi di Poggiovalle mentre nel 1865 sempre nel Cicolano continuarono a scorrere la campagna, Domenicantonio Orfei, Giovanni Colaiuta, Berardino Viola e Candido Vulpiani..
I provvedimenti adottati dal Governo non ebbero particolari risultati anche se molti capi caduti in combattimento o catturati vennero a mancare. Infatti, il brigantaggio nel Cicolano e in altre zone degli Abruzzi, si mantenne vitale anche nel corso della Terza guerra d'indipendenza italiana per poi estinguersi dopo la Presa di Roma avvenuta nel 1870 unitamente allo scioglimento delle zone militari che si concretizzò il 19 gennaio 1870.

### Abruzzo Citeriore
L'Abruzzo Citeriore, come le altre province abruzzesi ebbe a soffrire già nel settembre 1860 di non pochi danni dovuti ai disordini e ai movimenti antisabaudi, che si svilupparono in molte località del circondario che risentirono anche della presenza sul territorio della fortezza di Pescara.
Elementi sufficienti per dar vita anche nell’Abruzzo Citra a movimenti antiunitari furono forniti dalla propaganda filoborbonica esercitata dal Clero e dalla Curia romana, dalle notizie provenienti dal Molise, dall'Aquilano e dal Teramano, dalle segnalazioni sui movimenti del colonnello Theodor Friedrich Klitsche de la Grange nella Marsica e dalle voci riguardanti la presenza di masse armate, provenienti da Venafro, dirette verso gli Abruzzi al comando del generale Douglas Scotti. Nel settembre 1860 scoppiarono disordini nell'Abruzzo Ulteriore Secondo cui ne seguirono altri in nell'Abruzzo Citra, nelle località di Turrivalignani, Ortona, Chieti, Tornareccio, Lanciano, Atessa, San Salvo e Monteodorisio. Nell'ottobre, prima dell'entrata di Vittorio Emanuele II negli Abruzzi avvenuta nella giornata del 12, mentre si combatteva a Civitella del Tronto e mentre formazioni irregolari borboniche si trovavano in marcia da Sora e da Venafro, i disordini si rinnovarono colpendo Abbateggio, Orsogna, Roccamorice e Scerni. Anche la zona montuosa della Majella non fu immune dalla reazione che si sviluppò a Fara San Martino, Carpineto Sinello, Gissi, Taranta Peligna, Lama dei Peligni, San Buono, Civitella Messer Raimondo, Guilmi, Liscia, Celenza sul Trigno e Castel Frentano.
Nel frattempo Vittorio Emanuele II, entrato il 12 ottobre negli Abruzzi, con le sue truppe, occupata la fortezza di Pescara raggiunse il 16 ottobre Chieti e Guardiagrele. Si spinse poi a Sulmona, e giunto il 19 a Roccaraso proseguì verso Isernia. Superata Roccaraso, le truppe piemontesi si scontrarono il 20 ottobre al valico del Macerone con il generale borbonico Douglas-Scotti. Conclusa la battaglia con la vittoria sabauda, anche nell’Abruzzo Citeriore il 21 ottobre furono indetti i plebisciti, che comportarono nel loro svolgimento numerosi disordini e sommosse., Infatti, nelle giornate del 21, 22, e 23 ottobre insorse Caramanico da dove, gruppi filoborbonici al comando di Angelo Camillo Colafella, effettuarono incursioni a Salle, Musellaro, Sant'Eufemia a Maiella e Lettomanoppello per ripristinare il governo dei Borboni. Nel dicembre non mancarono nuovi disordini che si verificarono a Ortona, Chieti, Lanciano, Vasto, Carpineto Sinello, e Atessa inoltre, la banda capeggiata da Nunziato Mecola occupò Ari e Arielli. Nei primi giorni del gennaio 1861 la stessa banda riuscì a impossessarsi di Orsogna, Canosa, Miglianico, Tollo, Ofena e Abbateggio, ma, il 6 gennaio, contingenti del IX battaglione bersaglieri del 40º fanteria della brigata Bologna e della Guardia Nazionale di Guardiagrele, pur non riuscendo a catturare i capimassa tra cui Nunziato Mecola, riportarono l'ordine nei paesi insorti.
I disordini che caratterizzarono il 1860 e parte del 1861, si conclusero negativamente per i filoborbonici. Molti capi, tra questi Pasquale Mancini, Luca Pastore, Salvatore Scenna, Domenico di Sciascio e Nicola Marino, furono quindi costretti a darsi alla macchia con i loro gregari per sottrarsi alla giustizia. Alle loro schiere si aggiunsero nostalgici, sbandati dell'esercito borbonico, renitenti alla leva, latitanti, contadini desiderosi di bottino che confluirono nel corso del 1861 nei boschi della Maiella. Le “Bande della Maiella” quindi, unite o disaggregate a seconda delle circostanze effettuarono incursioni e scorrerie contro Pretoro, Pennapiedimonte e Roccacaramanico commettendo anche numerosi reati nei territori di Caramanico, Salle, Guardiagrele, Palena e Passo San Leonardo. Alle azioni collaborò anche Angelo Camillo Colafella che, operando sui monti del Morrone e sulla Maiella, l'11 gennaio 1861 invase San Valentino in Abruzzo Citeriore, liberando numerosi galeotti che si aggiunsero alle schiere di emarginati della montagna. Catturati e processati Angelo Camillo Colafella e Nunziato Mecola, le bande proseguirono per tutto il 1861 le loro scorrerie, assalendo piccoli paesi, praticando l'abigeato, imponendo taglie e riscatti, sfuggendo alla caccia delle truppe e delle guardie nazionali con l'aiuto dei loro manutengoli.
Nel 1862, malgrado i provvedimenti restrittivi assunti dalle autorità con la proclamazione dello Stato d'assedio destinato a bloccare il tentativo da parte di Garibaldi di liberare Roma, il brigantaggio, favorito dalla tensione politica fu rinfocolato, rinforzato da nuove leve e finanziato dai comitati borbonici; infatti nel luglio 1862 la Banda della Maiella capitanata da Salvatore Scenna, unita a quelle operanti nella zona di Vasto con a capo Domenico Saraceni alias “Pizzolungo”, attaccarono con 200 uomini Altino e Fossacesia per poi assalire sempre nel mese di luglio Villalfonsina, Guilmi, Roio del Sangro, Monteferrante, Colledimezzo, Pennadomo e Roccascalegna. Oltre al “Pizzolungo”, nel circondario di Vasto e di San Salvo si trovarono ad operare i fratelli Giuseppe e Michelangelo Pomponio, Berardino di Nardo e altri. Sulla loro testa come su quella di altri briganti fu posta una cospicua taglia, ma la rete di manutengoli e di informatori resero vani gli sforzi dei carabinieri e delle truppe sulle loro tracce. Non mancarono gli scontri con i militari; infatti, i briganti assalirono un drappello del 42º fanteria della brigata “Modena” in marcia da Lanciano ad Atessa e un nucleo di carabinieri nei pressi della città di Lanciano. Il 31 agosto le bande invasero nuovamente Villalfonsina e, spingendosi in Capitanata, saccheggiarono Zapponeta nei pressi di Foggia. In ogni caso l'azione della truppa permise di sconfiggere il 6 aprile 1862, a Luco dei Marsi, una banda che subì la perdita del loro capo Pasquale Mancini e di respingere nel giugno Luigi Alonzi alias Chiavone a Castel di Sangro. Il brigantaggio subì quasi contemporaneamente altri rovesci: nell'ottobre del 1862 Luca Pastore, fu catturato dai bersaglieri a Castel Peschio sul Liri, e passato per le armi. Il 7 novembre 1862 contingenti di truppa dispersero la banda di Pizzolungo arrecando forti perdite.
Dopo la morte di Luca Pastore e la scomparsa di Pasquale Mancini, i briganti della Maiella, furono capeggiati sul versante occidentale della montagna da Nicola Marino e sul versante orientale da Salvatore Scenna e Domenico di Sciascio. Le loro incursioni con bande unite o disaggregate, tormentarono fino al 1867 i territori di Caramanico, Roccamorice, Lettomanoppello, Manoppello e Abbateggio. Nella seconda metà del 1862, alle bande già presenti sul territorio si aggiunse quella di Domenico Valerio alias “Cannone” che, evaso dal carcere nel luglio del 1862, agì nei distretti di Lanciano e Vasto, effettuando scorrerie fino a tutto il 1866 anche nel territorio di Chieti, dell'Aquilano e del Molise. “Cannone” con Policarpo Romagnoli e Giuseppe Delle Donne commise estorsioni sequestri e reati vari nei territori abruzzesi e molisani di Archi, Atessa, Borrello, Canosa, Capracotta, Casalanguida, Casalbordino, Casoli, Castel Frentano, Castiglione a Casauria, Fara San Martino, Gessopalena, Guilmi Lama dei Peligni, Lanciano, Montazzoli, Monteferrante, Mozzagrogna, Orsogna, Paglieta, Palena, Palombaro, Pennapiedimonte, Pizzoferrato, Poli, Roccascalegna, Roccaspinalveti, Sant'Eusanio del Sangro, Torino di Sangro, Tornareccio e Villa Santa Maria.
Le formazioni brigantesche continuarono le loro scorribande nel 1862 e nel 1863 in tutte le tre province abruzzesi anche se Giuseppe Massari nella relazione presentata nel maggio 1863 alla Camera dei Deputati informò che la Commissione non aveva proceduto a visitare gli Abruzzi per la seguente motivazione: Negli Abruzzi il brigantaggio si restringe entro i confini del circondario di Vasto, ed è una diramazione diretta di quello di Capitanata e del Circondario di Larino, dove già erano state fatte le opportune indagini. I provvedimenti adottati nel 1863 dalle autorità con la Legge Pica resero più difficile ai briganti di ottenere le complicità indispensabili per evitare i rigori della giustizia ma non evitarono incursioni e scorrerie che continuarono a manifestarsi sia nel 1863 sia negli anni successivi, in tutte e tre le province abruzzesi. Nel 1864 nel circondario di Chieti nei pressi di Vasto, furono portati attacchi contro la linea ferroviaria in costruzione e contro masserie nella zona di Lanciano cui parteciparono i fratelli Di Sciascio. Nelle zone di Vasto e di Lanciano, continuarono ad essere attive le bande Di Sciascio, quelle guidate da Policarpo Romagnoli, da Cannone e da Salvatore Scenna. Nel 1865 alle numerose truppe che si alternarono nel territorio abruzzese nella lotta contro il brigantaggio, si aggiunse la Legione Ungherese che operando nelle zone di Vasto e di Lanciano riuscì ad ottenere qualche successo sia nel corso del 1865 che del 1866. Nel marzo 1866, infatti, la legione respinse le bande di Cannone che attaccarono Lanciano e Scerni. Sempre nel 1866 si mise in movimento anche Domenico Di Sciascio che, unitosi alle bande di Domenico Valerio di Casoli e di Nicola Marino di Roccamorice partecipò all'assalto della miniera di Tocco da Casauria.
Il Governo nel frattempo, non considerando soddisfacenti i risultati ottenuti dai diversi comandi delle zone militari, decise nel 1867 di attribuire al generale Emilio Pallavicini il “Comando generale delle truppe per la repressione del brigantaggio” con giurisdizione Terra di Lavoro, L'Aquila, Molise, Benevento, Salerno, Avellino e Basilicata. Nel 1869 non essendo ancora stato del tutto debellato il brigantaggio nell’Abruzzo Citra, fu istituita la zona militare di Vasto e di Lanciano sciolta poi nel 1870 unitamente a tutte le altre zone militari ancora esistenti.

## Molise

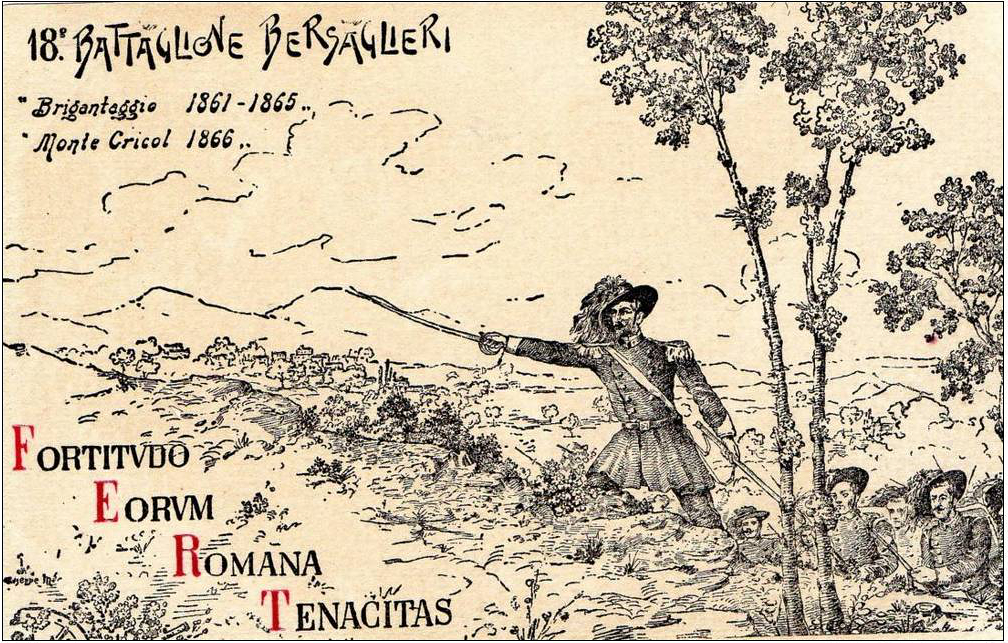
Cartolina postale del XVIII batt. bersaglieri, le date riportate sono quelle della campagna del brigantaggio 1861-1865 e Terza guerra d'Indipendenza 1866

Nel 1860 il Molise era suddiviso in tre distretti, Campobasso, Isernia e Larino. La popolazione della provincia oltre a dover affrontare i danni indotti dalla guerra e dalla guerriglia reazionaria del 1860 si trovò a subire, negli anni successivi, le scorribande di formazioni brigantesche locali e provenienti da territori limitrofi. La conformazione del provincia impervia e montuosa, consentì alle bande di trovare rifugi sicuri sul massiccio del Matese sfuggendo facilmente alla caccia delle truppe e delle Guardie Nazionali.
Per quanto si fossero già manifestati disordini e sintomi di insofferenza in alcuni piccoli paesi molisani, il massimo della reazione si verificò il 30 settembre 1860 nella città di Isernia. Il 30 infatti, numerosi popolani armati alla meglio si radunarono in città provocando la fuga del presidio garibaldino e di alcune famiglie di liberali. Nelle giornate successive, giunto un distaccamento di gendarmi borbonici, le masse contadine con il vescovo in testa presero possesso della città. Quasi contemporaneamente, furono fomentati altri disordini a Pescolanciano, Pietrabbondante, Chiauci, Carovilli, Civitanova del Sannio, Carpinone, Macchia d'Isernia, Roccasicura, Monteroduni, Capracotta, Macchiagodena, Cantalupo nel Sannio, S. Angelo in Grotte, Castelpetroso, Sant'Agapito, Sessano del Molise, Pesche, Vastogirardi, Agnone, San Pietro Avellana e Frosolone. Per riportare l'ordine, il Governatore del Molise Nicola De Luca mosse verso Isernia con una forza di circa 800 uomini. Entrato nella cittadina il 4 ottobre, ne uscì il giorno 5 dopo aver avvistato un grosso contingente di truppe regolari e irregolari borboniche che, sbarrandogli la ritirata verso Bojano, lo costrinsero a dirigersi verso Castel di Sangro. Isernia rimase così in mani borboniche mentre Vittorio Emanuele II, superati il 12 ottobre i confini del Regno delle Due Sicilie, avanzò con le sue truppe attraverso gli Abruzzi per dirigersi su Napoli. Nel frattempo, le numerose reazioni popolari del Molise e la perdita di Isernia preoccuparono Garibaldi che, decisa la riconquista della città, ne affidò l’incarico a varie colonne di cui una al comando del colonnello Francesco Nullo. Il contingente del Nullo, caduto però in un'imboscata tra Castelpetroso e Pettoranello del Molise, fu costretto a ritirarsi su Bojano dopo aver subito gravissime perdite.
A Isernia la notizia fu accolta con notevole soddisfazione, ma il 20 le truppe del generale borbonico Douglas Scotti furono sconfitte sul Macerone dalle unità di Vittorio Emanuele II, provenienti da Roccaraso. Subito dopo le truppe piemontesi occuparono Isernia mentre i borbonici locali, cui si unirono altri fuggitivi provenienti da Venafro, cercarono rifugio a Teano e a Gaeta. Le truppe borboniche, dopo il combattimento del Macerone minacciate alle spalle, furono costrette ritirarsi dalla linea del Volturno e attestarsi sul Garigliano.
Il 21 anche in Molise, come in tutte le altre province del Mezzogiorno d'Italia, furono indetti i plebisciti ma estendendosi la reazione filoborbonica, il generale Fanti emanò il 23 ottobre un bando minacciando di deferire a Tribunali militari appositamente costituiti quanti trovati in possesso di armi. Con il “bando di Isernia” fu di fatto dichiarata guerra alle formazioni guerrigliere e ai loro sostenitori proteggendo così anche i fianchi e le spalle delle truppe operanti nei pressi di Capua e poi di Gaeta. I bandi del generale Fanti, l'azione del Cialdini e quella delle truppe se furono sufficienti per reprimere le reazioni, non furono idonei per scongiurare il diffondersi del brigantaggio. Il rischio di essere soggetti ai tribunali di guerra, la propaganda del clero e dei comitati borbonici e i bandi di leva, convinsero molti a darsi alla macchia dando vita a raggruppamenti di diseredati che, uniti in bande, taglieggiarono anche i distretti del Molise.
Dopo il 1860 furono numerose le formazioni che operarono nella provincia ed in quelle confinanti di Benevento, degli Abruzzi e di Terra di Lavoro. Tra i capi di maggior importanza che si alternarono nel tempo Nunzio Di Paolo, Cosimo Giordano, Michele Caruso, Domenico Fuoco, Francesco Guerra, Alessandro Pace, Domenico Valerio, alias “Cannone” e altri. Nel corso del 1861 non furono poche le bande grandi e piccole che diedero da fare alla Guardia Nazionale e ai distaccamenti di truppa dislocati in Molise. L'11 marzo 1861 un reparto del 6º fanteria fu attaccato da una banda capitanata da Vincenzo di Pinto alias "Cozzitto" presso Pietrabbondante; nel luglio si verificarono disordini a Montecilfone che furono repressi dopo vari scontri dalle milizie locali; il 20 luglio 1861 le bande Mancinelli e Minotti provocarono disordini a Sant'Elia a Pianisi; il 3 agosto una banda entrò in San Polo Matese, mettendo a sacco il paese. Altri assalti e razzie si verificarono anche a Sepino ed in altre località del Molise mentre, nel beneventano, si scatenarono nuove turbolenze a San Marco dei Cavoti, Molinara, San Giorgio La Molara, Pietrelcina, Paduli e altri centri abitati.. Il 10 agosto 1861 nel territorio di Benevento si verificarono i fatti di Pontelandolfo e Casalduni durante i quali, a seguito dell'eccidio di un contingente del 36º fanteria, i bersaglieri del XVIII battaglione misero a ferro e fuoco entrambi i paesi nel corso di una grossa spedizione punitiva. Qualche giorno dopo, durante un rastrellamento cui partecipò un forte contingente di truppa, fu dato alle fiamme il bosco di Letino Altri disordini e scorrerie si verificarono a Montecilfone e a Campochiaro mentre le azioni della truppa e i provvedimenti, anche di clemenza, intrapresi consentirono di ottenere la resa di alcuni capi tra cui il brigante Cozzitto che si consegnò al generale Onorato Rey di Villarey.
Ai briganti caduti o che si presentarono alle autorità come “Cozzitto”, se ne sostituirono altri. Infatti, cominciarono a scorrere le campagne le bande di Domenico Fuoco cui si associarono nel giugno 1862 quelle dei Fratelli Francesco ed Evangelista Guerra, di Alessandro Pace e altri. Malgrado i provvedimenti restrittivi che le autorità posero in atto nel corso del 1862, non ultimo lo Stato d'assedio, i briganti durante le numerose incursioni che effettuarono tra cui quelle di San Martino in Pensilis in Molise e di Carlantino nel foggiano, si scontrarono in più occasioni, subendo e provocando perdite, con contingenti di truppa e Guardie Nazionali. In uno di questi scontri, avvenuto il 5 novembre 1862, A Santa Croce di Magliano la banda di Michele Caruso, di Nunzio di Paolo e altri composta da circa 200 uomini attaccò la 13ª compagnia del 36º fanteria massacrando il capitano Giuseppe Rota, 19 soldati e due carabinieri. Un altro scontro si verificò nei pressi della Torre di Montebello dove una compagnia di bersaglieri del XXVI battaglione e cavalleggeri di Lucca sbaragliò la banda di Domenico Saraceni alias “Pizzolungo”.
Come nel 1862 anche nel 1863 malgrado la Legge Pica i briganti continuarono ad esercitare la loro attività sopportando perdite in combattimento, non ultima quella di Nunzio di Paolo. Nel luglio, nel settembre e nell'ottobre 1863 la banda Caruso, unita anche a quella di Giuseppe Schiavone e di Giovan Battista Varanelli, si scontrò in più occasioni con la Guardia Nazionale e sviluppò incursioni tra il Molise e il beneventano distruggendo le linee telegrafiche, attaccando Torrecuso, San Bartolomeo in Galdo e alcune masserie nei pressi di Foggia nella zona di Volturara Appula.
La molteplici perdite subite e la martellante azione delle truppe e delle Guardie Nazionali, ridussero di molto la capacità operativa delle bande molisane ormai praticamente debellate. La provincia comunque continuò ad essere afflitta fino al 1870, periodo in cui cessarono di funzionare le Zone Militari, dalle bande provenienti da Terra di Lavoro e dagli Abruzzi. Infatti, i capibanda Primiano Marcucci, Bernardino Viola e Nunzio Tamburini, assalirono in più occasioni i territori molisani nei pressi di Isernia e di Campobasso minacciando anche le vie di comunicazione. Tra le varie bande in azione quella di Domenico Fuoco che, unendo ove necessario le proprie forze a quelle di altri capi, terrorizzò la zona di Venafro, Monteroduni e Filignano.
Ai primi del 1866, soppresse le leggi eccezionali, l'attività contro il brigantaggio rientrò nella sfera dei normali servizi di pubblica sicurezza. Alcune regioni furono considerate pacificate ma, nei circondari degli Abruzzi, di Terra di Lavoro, della Capitanata e del Molise, importanti formazioni brigantesche continuarono a effettuare scorrerie e a commettere reati contro persone e cose. Tra queste quelle capeggiate da: Domenico Valerio alias “Cannone”, Domenico Fuoco, Francesco Guerra, Francesco Pace, Bernardo Colamattei e altri loro gregari. Contro queste bande operanti ai confini del Molise, Carabinieri, Guardie Nazionali e funzionari di pubblica sicurezza di Venafro e Filignano si scontrarono più volte. Una di queste azioni si svolse il 22 agosto 1866 impegnando carabinieri, Guardia Nazionale e funzionari di P.S. di Venafro. L'azione, predisposta a seguito di una delazione, consentì di distruggere nei pressi di Filignano una banda collegata a quella di Domenico Fuoco. A seguito di tale operazione, furono attribuite numerose ricompense al Valore Civile tra cui una medaglia di argento concessa al delegato di P.S. Cerimele Antonio. Qualche mese dopo, il 22 novembre 1866, una pattuglia proveniente da Filignano in perlustrazione nel territorio di Viticuso, si scontrò con le bande riunite di Domenico Fuoco e “Cannone” forti di circa 60 briganti. Dopo lo scontro Fuoco e Cannone, proseguendo nella scorreria, raggiunsero Casalcassinese per essere poi attaccati da un drappello proveniente da Filignano rinforzato da alcuni carabinieri, da un delegato P.S. e da soldati del 39º fanteria che costrinsero la grossa banda a disperdersi.
Per concludere l'annosa lotta contro il brigantaggio nelle zone ancora infestate da bande di media e grande dimensione che si mantennero in attività anche dopo la Terza guerra d'indipendenza italiana, nel 1868 il generale Pallavicini assunse il “Comando generale delle truppe per la repressione del brigantaggio nelle province di Terra di Lavoro, Aquila, Molise, Benevento, Salerno, Avellino e Basilicata contribuendo a far cessare l’attività criminosa che durò ancora alcuni anni per poi esaurirsi dopo la Presa di Roma e contestualmente allo scioglimento delle zone militari.

## Puglia
Concluse le reazioni che si svilupparono nel 1860, nel 1861 le province della Puglia non furono esenti dagli sconvolgimenti che interessarono il Mezzogiorno dovuti agli eventi che costrinsero Francesco II a rifugiarsi a Roma e a finanziare successivamente, i movimenti legittimisti che si diffusero sul territorio. Infatti, anche nelle tre province pugliesi i comitati borbonici locali, con l’appoggio del Clero, cercarono di stimolare e finanziare movimenti ostili al Re di Sardegna per riportare al potere Francesco II e i suoi funzionari. Nonostante le azioni intraprese dalle autorità politiche e militari, non fu possibile evitare che le bande riuscissero a ottenere armi e approvvigionamenti e che si aggregassero per le loro scorrerie con formazioni di altre province, tra cui quelle di Carmine Crocco provenienti dalla Basilicata. I provvedimenti eccezionali assunti nel 1862 con la proclamazione dello Stato di assedio, destinato a bloccare i movimenti di Garibaldi contro lo Stato Pontificio, e quelli successivamente adottati con la Legge Pica, crearono difficoltà ai briganti della Puglia e di altre regioni ma non riuscirono ad evitare che capi e gregari continuassero a scorrere le campagne per molti anni ancora.

### Capitanata

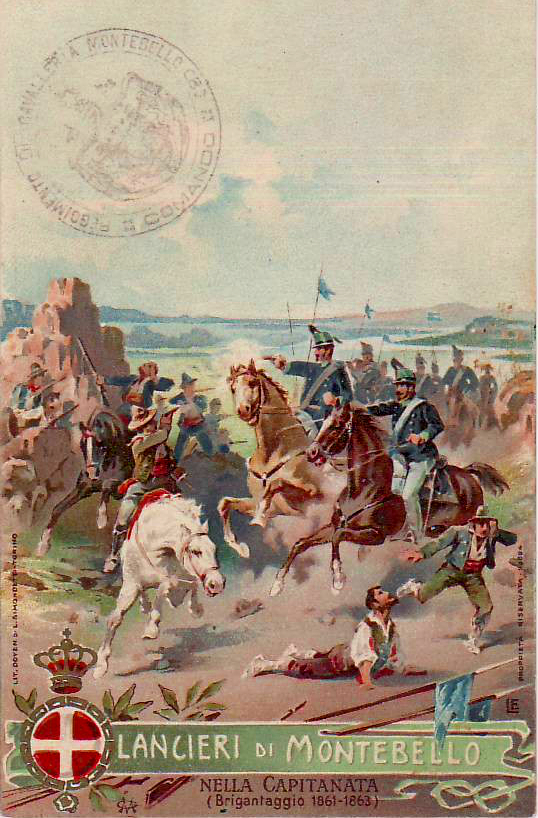
Cartolina militare a ricordo della campagna del Reggimento "Lancieri di Montebello" contro il brigantaggio in Capitanata 1861-1863

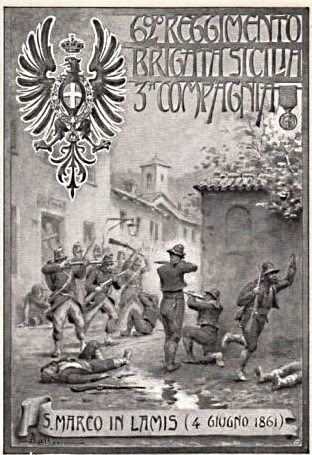
Cartolina militare del 62 rgt. di Fanteria a memoria del combattimento del 4 giugno 1861 in San Marco in Lamis

La Capitanata, che costituiva una delle più importanti province del Regno delle Due Sicilie, fu interessata già nel 1860 da movimenti antiunitari che si manifestarono nell'ottobre a San Nicandro Garganico, Rodi Garganico, Peschici, Vieste, Mattinata, Manfredonia, Monte Sant'Angelo, San Giovanni Rotondo, Rignano Garganico, Bovino e San Marco in Lamis L'intervento della guardia nazionale e della truppa regolare consentì inizialmente di isolare e contenere i disordini. La tensione restò alta fino al secondo semestre 1861 quando cominciarono a verificarsi nuovi eccessi e turbolenze.
Come in altre regioni, popolani, ex soldati borbonici sbandati, fuorilegge, evasi e altri, compromessi nei moti del 1860 si diedero alla macchia ponendosi al seguito di capi riconosciuti e indiscussi: Agostino Nardella (il Pecoraio), Angelo Maria Del Sambro (Lo Zambro), Michele Battista (Incotticello), Angelo Raffaele Villani (Recchiomozzo), Nicandro Polignone (Nicandrone) e numerosi altri
Nel corso del 1861 le bande, ottenuti mezzi e denaro dai comitati borbonici, attaccarono Cagnano Varano e Mattinata ripristinando temporaneamente al potere i funzionari borbonici esautorati dai liberali. Successivamente Del Sambro, Nardella e Polignone, reclutati nuovi adepti tra i renitenti alla leva, i soldati borbonici sbandati e fuorilegge, attaccarono il 2 giugno 1861 San Marco in Lamis occupandola, con l'appoggio di numerosi popolani, senza incontrare resistenze. Due giorni dopo avuta notizia dell'approssimarsi al paese di un grosso contingente di bersaglieri, Agostino Nardella decise di attaccarli, ma durante gli scontri cadde ucciso e il comando della banda fu assunto da Angelo Maria del Sambro che, ripianate le perdite, riprese le scorrerie assalendo Poggio Imperiale, Sannicandro Garganico, San Giovanni Rotondo, Rignano Garganico, Ischitella e Vieste. Alle azioni delle formazioni brigantesche seguirono rappresaglie compiute da parte delle truppe e delle guardie nazionali contro paesi, persone e cose colpendo anche soggetti accusati di manutengolismo o di connivenza con i banditi. Tali azioni consentirono di ristabilire provvisoriamente l'ordine, ma spinsero molti individui compromessi in vario modo, per evitare i processi sommari e le ancor più sommarie esecuzioni, a darsi alla macchia unendosi alle bande brigantesche. L'omertà della popolazione contadina e l'estrema mobilità delle formazioni dei fuorilegge costrinsero truppe e guardie nazionali a cacce infruttuose.
Alla continua e difficile opera delle fanterie, dei bersaglieri e dei cavalleggeri, destinata a inseguire e colpire le bande dove possibile, risposero gli accordi tra i capi che, per portare a compimento grossi colpi, si aggregarono ad altre formazioni tra cui quelle di Carmine Crocco, Gianbattista Varanelli, Giuseppe Schiavone e Michele Caruso. Il 31 dicembre, nei pressi della Masseria Maraldi, le bande con una forza composta da circa 200 elementi (circa 60 secondo altre fonti) assalirono un plotone dei Lancieri di "Montebello", uccidendo durante il combattimento un ufficiale e 18 cavalieri. (21 secondo altre fonti).
Concluso l'anno 1861, il brigantaggio continuò a tormentare le popolazioni della Capitanata anche nel 1862 e nel 1863. I Capi delle bande locali rimasti ancora in vita Angelo Maria del Sambro, Michele Battista (Incotticello), Angelo Raffaele Villani (Recchiomozzo) e altri, soli o aggregati alle formazioni di Michele Caruso e della Basilicata, al comando di Carmine Crocco e di Ninco Nanco, continuarono nelle loro razzie in cerca di approvvigionamenti e di bottino.
Assalti, scorrerie abigeati e razzie di varia natura si protrassero ancora a lungo, seguiti da scontri con truppe regolari e guardie nazionali lanciate al loro inseguimento. Nel marzo 1862, nei pressi di Lucera, Caruso attaccò un contingente dell'8º fanteria uccidendone il capitano e 18 soldati.. Nel giugno, le bande di Del Sambro attaccarono Torremaggiore e i cantieri della ferrovia Pescara - Foggia senza però avere al loro comando proprio il Del Sambro, catturato il 16 giugno e passato per le armi a San Marco in Lamis.. Nel frattempo le autorità per ottenere il disarmo delle bande e la resa dei loro capi decisero di utilizzare una linea morbida cercando di attivare contatti e persuadere i fuorilegge a presentarsi promettendo loro salva la vita e chiedendo in alcuni casi la loro collaborazione attiva. Le trattative diedero alcuni risultati positivi, ma molti capi irriducibili proseguirono nelle loro attività. Con la morte di Del Sambro, la decisione di costituirsi alle autorità di Angelo Gravina e di altri, le bande più importanti che proseguirono nella lotta armata furono quelle di Recchiomozzo, del Polignone e soprattutto quella mobilissima e numerosa di Michele Caruso. Nel corso delle loro scorrerie, si scontrarono quindi più volte con la truppa, subendo e provocando perdite, come accadde nello scontro avvenuto l'11 dicembre a Torremaggiore con reparti del 55º fanteria e in quello del 31 dicembre 1862 dove un raggruppamento composto da reparti dell'8°, del 36° e del 49º fanteria, assalito da consistenti forze brigantesche, fu costretto a ritirarsi dopo aver sopportato pesanti perdite. Continuarono anche le scorrerie delle bande della Basilicata sempre alla ricerca di bottino e contro queste bande, come contro quelle locali, furono utilizzate anche colonne mobili tra cui quella comandata da Tommaso La Cecilia che riuscì in numerosi combattimenti a sgominare importanti nuclei banditeschi meritando per il coraggio dimostrato in azione due Medaglie di Argento al Valore Militare. Ai gruppi di La Cecilia si aggregarono anche alcuni proprietari locali, tra cui componenti della famiglia Mascia di San Severo, proprietaria della masseria Torre dei Giunchi, decisi a difendere i loro averi e i contadini impegnati nella coltivazione dei campi o nell'allevamento del bestiame.

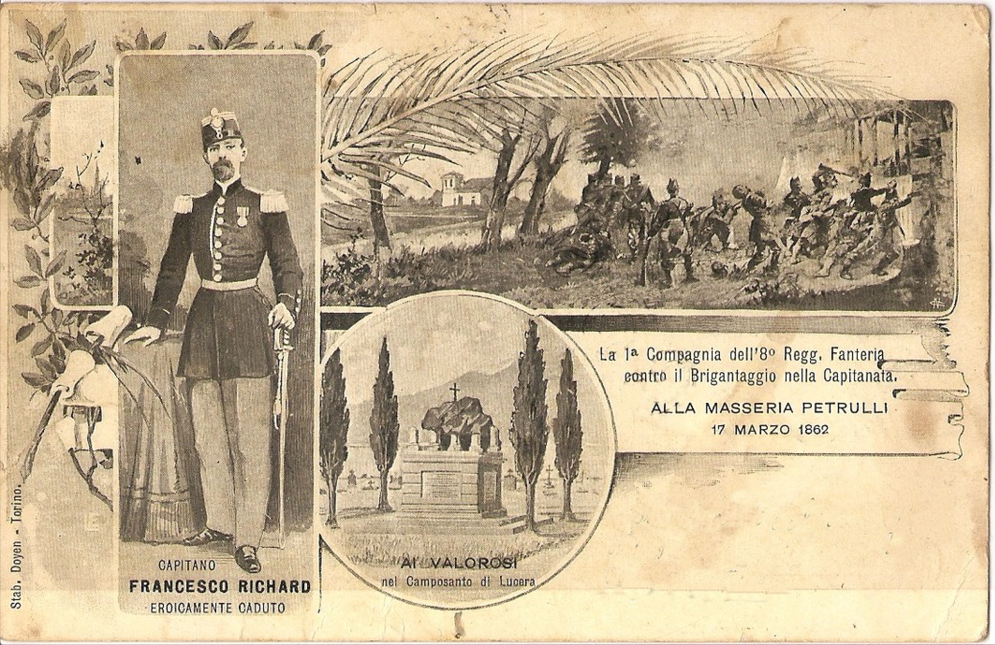
Cartolina militare dell'8º reggimento di fanteria, in memoria del capitano Francesco Richard, ucciso in un conflitto coi briganti di Carmine Crocco il 17 marzo 1862 alla Masseria Petrulli in Capitanata.

Le formazioni brigantesche, malgrado le dure perdite subite negli scontri con truppe dell'esercito e guardie nazionali, proseguirono però ad arrecare notevoli danni ai proprietari delle masserie, agli allevatori e ai contadini, tanto da costringere il 1º luglio 1863 il prefetto della Capitanata ad imporre taglie sulla testa di Caruso, Schiavone, Villani (Recchiomozzo), e altri.
Con l'introduzione della Legge Pica, caduto Nicandro Polignone nel maggio del 1863, Nicandro Barone nel giugno, caduto nell'agosto Angelo Villani detto Recchiomozzo, e fucilato Michele Caruso nel dicembre dello stesso anno, sul territorio rimasero fino al 1864 solo alcune piccole bande i cui capi furono incapaci di aggregare grandi formazioni. Anche le bande della Basilicata ridussero le loro scorrerie in Capitanata con la fuga di Carmine Crocco verso Roma.

### Terra di Bari e Terra d'Otranto
Anche in Terra di Bari e Terra d'Otranto dopo i moti che si verificarono nell'ottobre del 1860 a Bitetto e a Santeramo in Colle seguirono nel 1861 quelli di Marittima, Ortelle, Vitigliano, Cerfignano, Andrano, Ginosa, Oria, Taviano, Ugento. Molti capi si posero al comando di formazioni composte da ex soldati borbonici, contadini, renitenti alla leva e fuorilegge, devastando con le loro azioni centri abitati e masserie.
Alle scorrerie delle bande locali si aggiunsero, anche in questi territori, incursioni effettuate da bande provenienti dalle province confinanti - prevalentemente dal Molise e dalla Basilicata - che aggregandosi con le formazioni locali diedero vita a vere e proprie alleanze. In Terra di Bari e in Terra d'Otranto oltre a Riccardo Calasuonno (Ciucciariello), Cosimo Mazzeo (Pizzichicchio), Giuseppe Valente (Nenna-Nenna) e altri, si distinse per caratteristiche personali e per capacità militari Pasquale Domenico Romano. Costui sottufficiale del disciolto esercito borbonico, fu scelto dai comitati borbonici locali per capeggiare le forze destinate a far insorgere e occupare Gioia del Colle e i Comuni limitrofi. Sergente Romano, a capo di una grossa banda, assalì Gioia del Colle il 28 luglio 1861, contrastato dalle milizie cittadine e non avendo ottenuto sostegno dalla popolazione occupò alcune borgate periferiche, ma fu respinto con perdite. In questi scontri intervennero Guardie Nazionali, carabinieri e contingenti del 30º fanteria, che nelle fasi successive ai combattimenti effettuarono arresti e rastrellamenti. I caduti nel corso dei disordini e le persone uccise durante le azioni per il ripristino dell'ordine furono circa 170..
Dopo i fatti di Gioia del Colle il "Sergente Romano" unitosi ad altri fuggitivi riorganizzò la sua banda e accresciuto il numero dei gregari, tramite arruolamenti forzosi o volontari, iniziò a scorrere le campagne rifornendosi di armi e approvvigionamenti. Nel mese di febbraio 1862 si unì alle bande di Carmine Crocco provenienti dalla Basilicata sviluppando congiuntamente, con una forza di oltre 200 uomini, una rapida scorreria attaccando e mettendo a sacco le masserie della zona di Altamura, assalendo Andria, Corato, Gravina in Puglia e minacciando Gioia del Colle.. Ritirandosi poi attraverso le campagne di Grumo Appula, Cassano delle Murge e Santeramo in Colle, le bande riuscirono a sfuggire all'inseguimento di contingenti del 50º fanteria e di guardie nazionali, riparando in Basilicata. Nei mesi successivi Romano, questa volta con le sue formazioni, effettuò scorrerie nei pressi di Noci, Cisternino e Locorotondo per poi rifornirsi di armi ad Alberobello e quindi procedere a una razzia contro alcune masserie.
Nel frattempo, le azioni di Garibaldi dirette contro lo Stato Pontificio crearono fermento in tutto il mezzogiorno. Ne approfittarono quindi i comitati borbonici che sobillarono le popolazioni alimentando la voce di una prossima restaurazione di Francesco II. Malgrado i poteri speciali attribuiti alle autorità civili e militari attraverso la proclamazione dello stato d'assedio ed i provvedimenti che seguirono, il Romano e i capi più importanti delle formazioni di Terra di Bari e di Terra d'Otranto si riunirono nell'agosto 1862 nel bosco delle Pianelle. dove i capibanda concordarono di unire le forze e accentrare il comando nelle mani del Romano. Subito dopo le bande unite ripresero i loro attacchi contro alcuni paesi tra cui Grottaglie il 27 agosto e Carovigno nel novembre, da dove si diressero su San Vito. Tallonata da numerosi contingenti di militari la banda proseguì la marcia cercando di raggiungere il territorio di Lecce. Il 23 novembre superata Erchie, proseguirono attraverso i territori di Grottaglie, Massafra e Mottola, raggiungendo nuovamente la base situata nel bosco delle Pianelle. Da quella zona Romano decise di riprendere le scorrerie ma, attaccato nei primi giorni del dicembre in una masseria tra Noci ed Alberobello da un contingente del 10º fanteria, fu costretto a darsi alla fuga perdendo uomini e materiali. A causa della sconfitta subita, delle ridotte possibilità di rifornimento per via dei provvedimenti assunti dalle autorità in accordo allo Stato di assedio nel dicembre fu deciso dai capi di dividere le forze frazionandosi. Il "Sergente Romano", reclutate nuove forze, riprese le scorrerie scontrandosi più volte con la truppa. Il 5 gennaio 1863, nei pressi di Gioia del Colle la sua banda fu nuovamente sorpresa da un contingente di cavalleggeri di Saluzzo e di guardie nazionali: in combattimento caddero 22 briganti fra cui lo stesso Sergente Romano.
Questa morte costituì un duro colpo per i sostenitori di Francesco II, ma non estinse il brigantaggio locale. Una delle formazioni più numerose rimaste dopo la morte di Sergente Romano fu quella di Cosimo Mazzeo (Pizzichicchio) che, prima di essere ucciso nel giugno 1863 in combattimento nei pressi di Taranto, proseguì le scorrerie in Terra d'Otranto aggregandosi anche alle colonne di Crocco provenienti dalla Basilicata. Nel corso del 1864 caduti quasi tutti i capi storici del brigantaggio pugliese anche le bande di confine ridussero la loro attività in assenza del capo più prestigioso, Carmine Crocco, che sciolte le sue formazioni ormai stremate dai combattimenti sostenuti raggiunse lo Stato Pontificio nell'agosto 1864 ove venne imprigionato.

## Terra di Lavoro

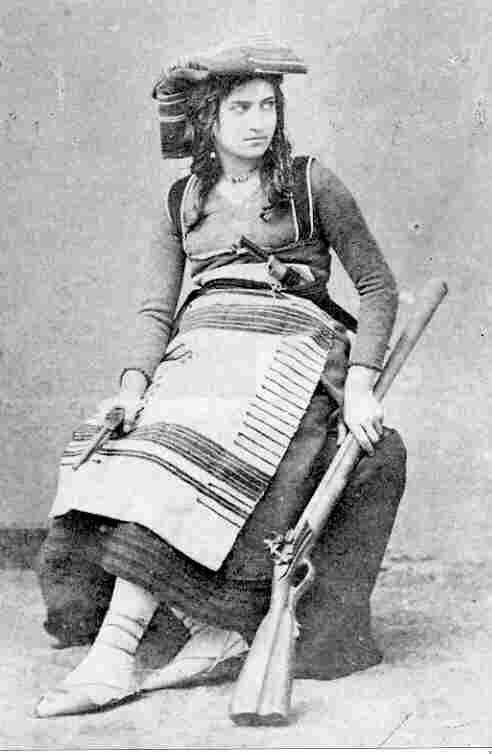
Michelina Di Cesare, brigantessa uccisa dalle truppe italiane nel 1868

Questa vasta provincia del Regno delle Due Sicilie, divisa in quattro distretti, Caserta, Nola, Gaeta, Piedimonte e Sora, sopportò nel 1860 i danni della guerra che fu combattuta in gran parte sul suo territorio. La presenza delle fortezze di Capua e di Gaeta, la conformazione dei confini, la guerriglia innescata da Francesco II e dalla sua Corte, la presenza di forti contingenti di soldati congedati e/o sbandati dall'ex esercito borbonico e le reazioni che si svilupparono nelle zone di confine, ebbero notevole influenza nello sviluppo del brigantaggio che afflisse per molti anni le città di Terra di Lavoro e i suoi abitanti.
Nel corso delle operazioni belliche Francesco II da Capua e da Gaeta coordinò i movimenti del proprio esercito, fomentò attraverso gli agenti borbonici la reazione popolare e cercò di scatenare nel contempo la guerriglia con lo scopo colpire le retrovie e distrarre dal teatro bellico principale le forze impegnate in battaglia. Alcune città della provincia di Terra di Lavoro ed in particolare Sora, costituirono basi di partenza per la guerriglia scatenata nel settembre 1860 dalla brigata leggera posta al comando del colonnello Theodor Friedrich Klitsche de la Grange. Questi, occupati alcuni paesi di Terra di Lavoro tra cui Pontecorvo, Venafro, Piedimonte, Pico, San Giovanni Incarico e il 28 settembre anche Sora, organizzò ed effettuò alcune scorrerie con l'obiettivo di conquistare alcuni comuni della Marsica.
Nello stesso mese di settembre si svilupparono anche disordini e sommosse antiliberali, a Caiazzo, in altre località dei dintorni e anche a Piedimonte. Infatti, nel corso degli scontri del settembre, i garibaldini attaccarono Caiazzo uscendone sconfitti. Gravi furono le perdite tra le Camicie Rosse anche a seguito della reazione dei popolani che, prese le armi in nome di Francesco II, contribuirono alla loro sconfitta scacciandoli dal centro abitato.
Caiazzo fu un episodio reazionario significativo ma non l'unico; ne seguirono altri, tutti comunque in sintonia con il piano di azione borbonico inteso a ridurre la pressione garibaldina sulla linea del Volturno, colpire le retrovie anche con azioni di guerriglia, richiamare truppe in settori periferici, ostacolare, negli Abruzzi, l'avanzata delle truppe piemontesi. Alle insorgenze in Terra di Lavoro ne seguirono altre anche in Molise e in particolare ad Isernia dove i legittimisti, abbattuti gli stemmi sabaudi, si riappropriarono momentaneamente del potere.
La guerra che si combatté sulla linea del Volturno e poi su quella del Garigliano contro le truppe di Vittorio Emanuele II e quelle di Giuseppe Garibaldi non ebbe un esito fortunato per le armi del Regno delle Due Sicilie. La linea del Volturno fu sgombrata, anche a seguito della sconfitta subita dal generale Douglas Scotti sul Macerone, la fortezza di Capua capitolò il 2 novembre 1860 e le truppe che non trovarono utilizzo sulla linea del Garigliano furono costrette a sfuggire all’inseguimento del generale Maurizio Gerbaix de Sonnaz per trovare accoglienza nello Stato Pontificio. Alle truppe già presenti nei domini papali se ne aggiunsero quindi altre nel dicembre 1861. Infatti, durante l'assedio di Gaeta Francesco II con decreto del 14 dicembre sciolse alcuni reggimenti della guardia considerati esuberanti per la difesa della Piazzaforte. Raggiunti accordi con il governo pontificio, i soldati depositate armi e bandiere, furono imbarcati su due piroscafi francesi e sbarcati a Terracina. Molti di questi reduci furono successivamente arruolati nelle bande guerrigliere operanti negli Abruzzi ed in Terra di Lavoro.

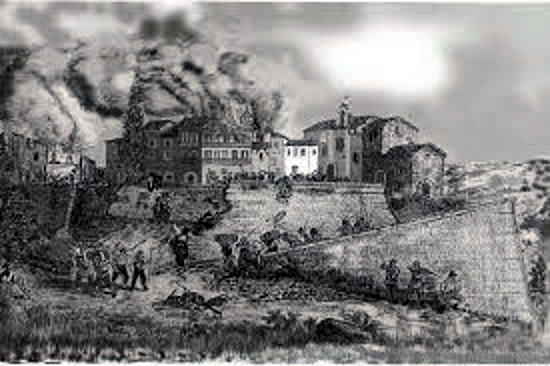
Il saccheggio e l'incendio delle case di Castelluccio ad opera della banda di Chiavone

Caduta Gaeta il 13 febbraio 1861 Francesco II si trasferì a Roma, mentre le formazioni legittimiste di Klitsche de la Grange di Francesco Saverio Luverà e di Giacomo Giorgi operanti negli Abruzzi si trovarono costrette ad abbandonare le posizioni occupate. Sconfitte a Sgurgola, a Casamari, e a Bauco, le bande, battute anche a Carsoli rientrarono nei confini pontifici per poi sciogliersi. Sul territorio di Terra di Lavoro e nelle zone di confine con lo Stato Pontificio si alternarono nel tempo molte bande, tra cui quella di Luigi Alonzi alias “Chiavone”, Domenico Coja alias “Centrillo”, Vincenzo Matteo, Francesco Piazza alias “Cucitto”, Giuseppe Conte, Francesco Basile, Rafael Tristany, i fratelli Cipriano e Giona La Gala, Domenico Fuoco e altri.
Domenico Coja (Centrillo), ex soldato borbonico, l'11 nel gennaio 1861 invase Castellone al Volturno, per poi effettuare scorrerie a Cardito, a Vallerotonda, e in altri paesi delle Mainarde. La banda di Francesco Conte nell'ottobre 1861, prima di unirsi a “Chiavone”, con cui collaborò nel corso del 1861 e del 1862, sviluppò nella zona di Fondi numerose incursioni commettendo reati e agendo in maniera particolarmente brutale come quando, assaltata la diligenza per Napoli, sequestrò e uccise alcuni passeggeri. Altre incursioni furono effettuate anche dai fratelli Cipriano, Giona e Domenico La Gala che, aggregando intorno a loro vari diseredati ed ex soldati dell'esercito borbonico, costituirono una grossa banda con cui operarono nella zona di Nola e in altri comuni di Terra di Lavoro. Cipriano La Gala si rese famoso organizzando con uno stratagemma l'evasione dal carcere di Caserta di uno dei suoi fratelli. Tallonata dalle truppe, nel dicembre del 1861 la banda fu dispersa dai bersaglieri del generale Franzini Tibaldeo Paolo che, a seguito del positivo esito dell'azione, fu decorato con la commenda dell'Ordine Militare di Savoia con la seguente motivazione:“Per le ottime e energiche disposizioni date, quale Comandante la Brigata Casale, per la distruzione del brigantaggio nella provincia di Nola, Benevento Avellino, guidando in persona parecchie spedizioni, mercé le quali si ottenne la distruzione e lo scioglimento della banda di briganti di Cipriano La Gala, che da otto mesi infestava quella località - Dicembre 1861”. A causa della sconfitta subita i fratelli La Gala, sciolte le loro bande, si rifugiarono a Roma cercando poi di espatriare.
Anche Francesco Piazza alias “Cucitto”, con una banda numerosa taglieggiò la parte settentrionale di Terra di Lavoro fino a quando, nel 1862, fu catturato dalle truppe francesi.
Nel frattempo, finanziato dai Comitati borbonici di Roma, Luigi Alonzi alias Chiavone, partendo dalle basi ubicate in territorio pontificio nei pressi di Sora, di Trisulti, Casamari e Scifelli, organizzò nel 1861 e nel 1862 numerose scorrerie in Terra di Lavoro e nelle zone di confine tra Stato Pontificio e Abruzzi. Nel marzo 1861 assalì Castelvecchio; nell’aprile Luco dei Marsi e nel maggio, presso Fondi, con circa 700 uomini, effettuò una scorreria su Monticelli, e dintorni dove, attaccato dalle truppe accorse, la sua banda fu in parte dispersa. Il 27 giugno 1861 Chiavone e i suoi uomini entrarono a Roccavivi e nel luglio attaccarono le frazioni di San Vincenzo, di San Giovanni e i paesi di Collelongo e Villavallelonga.

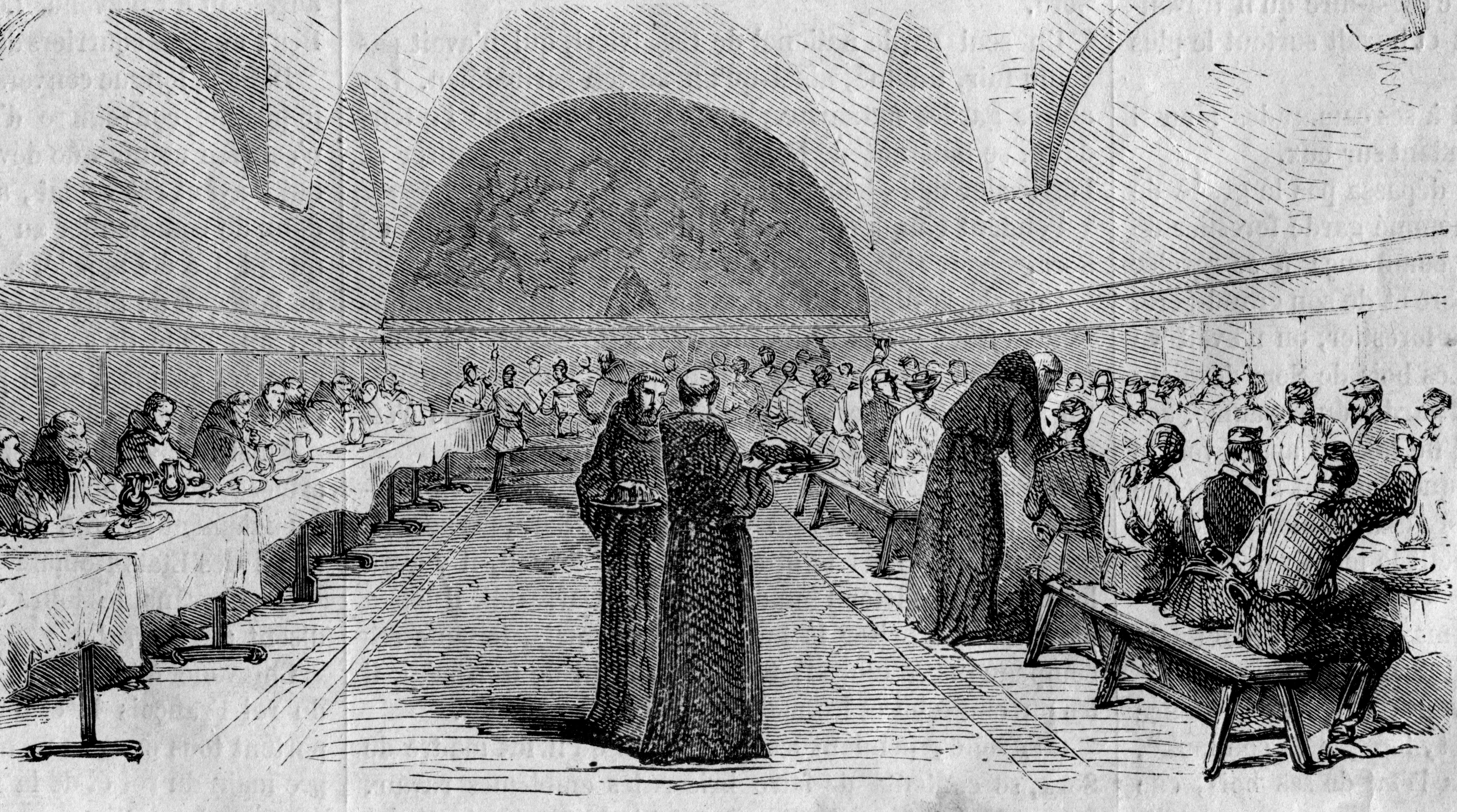
La banda del brigante Chiavone ospitata nel refettorio dell'Abbazia di Trisulti

Oltre a Chiavone si mossero anche altri capi-banda. Il 19 agosto 1861 il villaggio di San Pietro Infine situato in Terra di Lavoro, subì il saccheggio ad opera di una grossa formazione posta al comando di Francesco Basile ex Ufficiale dell'esercito borbonico. Giunte le truppe, i banditi attaccati alla baionetta si dispersero per rifugiarsi nello Stato Pontificio ed unirsi alla banda di Chiavone. Questi nell'ottobre inseguito da un distaccamento di soldati fino alla Certosa di Trisulti, sfuggì riparando in territorio pontificio. Altra incursione fu compiuta da Chiavone nei pressi di Veroli a Castelluccio, il paese fu saccheggiato ma, nel tentativo di rientrare nello Stato Pontificio, la banda fu bloccata lungo il confine dai francesi che aperto il fuoco la disperse provocando numerose perdite. Nel novembre Chiavone effettuò una scorreria a San Giovanni Incarico, nel corso degli scontri che si verificarono a Isoletta molti dei suoi uomini caddero sul campo, furono feriti o fatti prigionieri; tra questi il marchese legittimista belga Alfredo de Trazegnies de Namour che catturato fu immediatamente passato per le armi. Chiavone ferito nel corso della stessa azione riuscì a riparare a Scifelli. Nel 1862 Chiavone effettuò altre scorrerie, alcune delle quali di concerto con il legittimista spagnolo Rafael Tristany, fino al giugno 1862 quando, attaccate le località di Fontechiari, Pescosolido e Castel di Sangro, fu fatto fucilare dallo stesso Tristany qualche giorno dopo il suo rientro in territorio pontificio.
Le leggi speciali del 1862, seguite dai provvedimenti di cui alla Legge Pica del 1863 non posero fine al brigantaggio in Terra di Lavoro così come in altre province. Ai capi caduti e/o catturati, se ne sostituirono altri. Infatti, nel giugno 1862 si formò la banda dei Fratelli Francesco ed Evangelista Guerra ai quali si aggiunsero Domenico Fuoco, Alessandro Pace, Luigi Andreozzi e altri capi non meno battaglieri. Continuò a mantenersi operativo, malgrado la morte di Chiavone, anche Rafael Tristany che prima di abbandonare definitivamente l'Italia e rientrare in Spagna, attaccò nel marzo del 1863 Civita d'Antino. Anche Michele Caruso, talora coalizzato con Giuseppe Schiavone fece qualche puntata in Terra di Lavoro; nel 1863 durante una scorreria si scontrò presso Caserta con reparti del 22º fanteria della Brigata “Cremona”. Nello stesso anno si verificarono anche scaramucce con le bande di Domenico Calabrese e dei fratelli Guerra. Nel 1864 continuarono le scorrerie nelle zone di Gaeta, di Caserta nonché nei territori degli Abruzzi confinanti con la Marsica. Gli Abruzzi, come il Molise e la stessa Terra di Lavoro furono ancora percorsi da bande di varia dimensione tra cui quelle di Andreozzi, Fuoco, Pace, Guerra, e altri che taglieggiarono le popolazioni. L'attività di queste bande fu ancora una volta facilitata dalla vicinanza del confine pontificio, dalla certezza di trovarvi sicuro rifugio e dalla possibilità si superare la frontiera senza incontrare grosse difficoltà.
Comunque i tempi per i briganti si stavano facendo difficili. Infatti, oltre che essere sistematicamente attaccati dalle truppe poste a presidio del territorio anche la tradizionale tolleranza pontificia cominciò a venire meno. Le incursioni portate direttamente nei territori del Papa da bande composte ormai solo da malviventi, portò nel 1865 ai provvedimenti legislativi emanati da monsignor Luigi Pericoli nei quali furono previste pene severe per i briganti e per i loro manutengoli. A questi provvedimenti seguirono gli accordi della convenzione di Cassino del 1867 stipulati da parte italiana e vaticana, in cui fu anche prevista reciproca assistenza tra le truppe dei due stati nella lotta contro il brigantaggio. In tal modo si cercò di ovviare al fatto che le bande superando l’una o l’altra frontiera, potessero sfuggire all’inseguimento delle milizie lanciate alla loro caccia. L’attività svolta nei domini del Papa anche attraverso gli squadriglieri consentì di ottenere la cattura di numerosi malviventi tra cui quella di Luigi Andreozzi. Anche in Terra di Lavoro conclusa la guerra del 1866 per estirpare completamente il brigantaggio, proseguì l’azione dei militari secondo la catena di comando articolata in zone e sottozone fino al 1868, quando il generale Emilio Pallavicini assunse il “Comando generale delle truppe per la repressione del brigantaggio nelle province di Terra di Lavoro, Aquila, Molise, Benevento, Salerno, Avellino e Basilicata. L’azione del generale riuscì particolarmente incisiva e capillare contribuendo a estirpare l’attività criminosa che si esaurì dopo la Presa di Roma. Proseguì nel frattempo, raggiungendo brillanti risultati, anche l’azione della gendarmeria pontificia e degli “squadriglieri” che nella zona di Velletri e di Frosinone risultò particolarmente impegnativa.

## Provincia di Napoli
Nell’ambito del Regno delle Due Sicilie, Napoli oltre a essere la capitale del Regno, costituiva una provincia a sé stante. Confinante con Terra di Lavoro e Principato Citeriore, risultava suddivisa in quattro distretti: Napoli, Castellammare, Casoria e Pozzuoli.
La città di Napoli occupata da Giuseppe Garibaldi il 7 settembre 1860 divenne, dopo la capitolazione di Gaeta e il trasferimento di Francesco II nello Stato Pontificio, un centro di propaganda borbonica che si estese, con le sue diramazioni, anche nelle province di confine. Le autorità napoletane, per contrastare le insorgenze controrivoluzionarie in Terra di Lavoro e negli Abruzzi, fecero imprigionare alcuni ufficiali ed esponenti borbonici che avrebbero potuto prendere parte al movimento antisabaudo. Nonostante gli arresti effettuati a Napoli i comitati borbonici di Roma con il supporto del clero e della Curia, appoggiandosi a capimassa particolarmente seguiti e con il supporto di altri centri legittimisti periferici, riuscirono a suscitare movimenti popolari che si manifestarono in quasi tutte le province dell'ex Regno delle Due Sicilie a causa dello scontento già esistente e ulteriormente aggravato dal bando di chiamata alle armi del 20 dicembre 1860.
A Napoli, a differenza di altre province meridionali, lo scontento si manifestò soprattutto attraverso scioperi e tumulti di piazza messi a tacere tramite l'intervento di forze di polizia e delle Guardie Nazionali. Nel gennaio 1861 si ebbero proteste ad Agerola nei pressi di Napoli; a Maddaloni gli operai delle ferrovie entrarono in agitazione; a Castellammare di Stabia esplosero gravi tumulti coinvolgendo gli operai dei cantieri navali; a Napoli nel frattempo proseguivano arresti e perquisizioni coordinate direttamente da Silvio Spaventa che coinvolsero anche il duca di Caianello. Ulteriori dimostrazioni e proteste si svilupparono alla fine del mese di gennaio a Napoli e nei suoi dintorni, anche a seguito della scadenza dei termini previsti dai bandi di leva per la presentazione dei coscritti. Il 12 febbraio, il Principe di Carignano subì un attentato che, pur non avendo conseguenze, inasprì i provvedimenti di polizia già esistenti.
Alle turbolenze che interessarono vari centri del napoletano seguirono episodi di brigantaggio quando, nel giugno 1861, alcuni raggruppamenti composti anche da ex soldati borbonici, iniziarono a effettuare scorrerie sotto il comando di Antonio Cozzolino alias “Pilone” nell'area vesuviana e di Vincenzo Barone nella zona di Somma Vesuviana e del comune di Sant’Anastasia. Nel giugno le Guardie Nazionali di Sant'Anastasia cercarono di sorprendere il Barone, ma sotto il fuoco di fucileria delle bande furono costrette a ritirarsi dopo aver subito qualche perdita. Il 9 luglio “Pilone” attaccò Boscotrecase impadronendosi del paese, riuscendo a far insorgere la popolazione e a sconfiggere la Guardia Nazionale costretta a ritirarsi con perdite. Giunta la Guardia Mobile di Castellammare, “Pilone” si ritirò muovendo verso Ottaviano. Nello stesso periodo i comitati borbonici locali fecero pressione su Vincenzo Barone affinché sviluppasse un attacco in forze contro Sant'Anastasia. Non avendo i mezzi necessari il Barone cercò di associare all'impresa i fratelli Giona e Cipriano La Gala. L'operazione non ebbe però seguito anche a causa di un rastrellamento operato dalla truppa che portò all'arresto di numerosi manutengoli nella zona di Somma Vesuviana.
Nella provincia di Napoli, mentre i briganti del circondario effettuavano razzie, imponevano ricatti e commettevano reati di varia natura, proseguiva l'attività dei comitati borbonici che cercavano in Italia e anche all'estero ufficiali disposti a capitanare la rivolta legittimista e sviluppare azioni di guerriglia arruolando, tra gli altri, Rafael Tristany e José Borjes che, nel giugno 1861, raggiunse le coste calabresi unendosi poi a Carmine Crocco in Basilicata. Altre azioni furono progettate, sempre da questi comitati, con l'appoggio di personaggi influenti del Clero e della nobiltà napoletana. Nel luglio 1861, a seguito di delazioni, fu scoperto un complotto detto “Congiura di Frisa”. La polizia organizzata una retata arrestò oltre a Monsignor Bonaventura Cenatiempo, alcuni legittimisti francesi tra cui Emile Theodule de Christen. A questi primi arresti fecero seguito numerose perquisizioni nonché il fermo di personaggi importanti e di alcuni esponenti della nobiltà napoletana. Nel mese di agosto si ebbero assalti contro convogli ferroviari nei pressi di Sarno portati a compimento da “Pilone” e altre bande tra cui quella dei fratelli La Gala e di Vincenzo Gravina che concluso l'attacco sfuggirono alla reazione delle milizie lanciate all'inseguimento. Nel mese di agosto però la banda di Vincenzo Barone, attaccata e circondata da numerosi reparti di truppa fu costretta a disperdersi. Nei giorni successivi un drappello di bersaglieri e Guardie Nazionali riuscì a sorprendere il Barone che, catturato, fu passato per le armi. La scomparsa di Barone non influenzò l'attività di “Pilone” che nel settembre, dopo essersi scontrato con soldati del 61º fanteria, attaccò Boscotrecase impadronendosi di armi e denaro. Nel contempo un altro brigante, Antonio Apuzzo, assaltò il carcere di Agerola liberando alcuni detenuti che entrarono a far parte delle formazioni brigantesche.
Alle azioni delle bande seguirono altri disordini a Portici nei pressi di Napoli dove nel novembre fu dispersa una dimostrazione femminile promossa contro i bandi di leva e accompagnata dalla affissione di manifesti e volantini inneggianti a Francesco II. Ai ciò si aggiunse nel dicembre 1861 un terremoto di modesta entità cui seguì un'eruzione del Vesuvio che provocò guasti particolarmente gravi a Torre del Greco.
Le bande nel frattempo subirono altre perdite oltre a quella di Vincenzo Barone; nel dicembre 1861 vennero meno le formazioni dei fratelli La Gala disperse a Cervinara da contingenti di truppa. Malgrado ciò nel marzo 1862 Pilone, entrato a Scafati, in provincia di Salerno si diresse verso Terzigno dove si scontrò con la locale Guardia Nazionale riuscendo poi a dileguarsi.. I provvedimenti di polizia adottati per contrastare il movimento di Giuseppe Garibaldi conclusosi con la Giornata dell'Aspromonte e la proclamazione dello Stato d'assedio, si rivolsero anche contro elementi filoborbonici comportando l'arresto di numerose persone e colpendo con sanzioni restrittive anche i manutengoli delle bande. Tali attività però colpirono solo marginalmente “Pilone” che, dopo aver ancora imperversato nel napoletano imponendo ricatti e sviluppando razzie, il 25 giugno 1862, si scontrò con reparti del 7º fanteria nel corso di un rastrellamento operato nella disastrata zona di Torre del Greco. Malgrado le perdite subite “Pilone” riuscì a sganciarsi, a rimpinguare le sue forze accogliendo ex galeotti evasi dal carcere di Portici e continuando fino al 1863 a effettuare scorrerie, assalire paesi effettuare sequestri e imporre taglie. Infatti, le formazioni di “Pilone”, sorprese nel febbraio 1863 dalle Guardie Nazionali di Torre Annunziata, da nuclei dei carabinieri e da un contingente della Legione ungherese, subirono pesanti perdite costringendo Antonio Cozzolino alias “Pilone” a fuggire via mare nel tentativo, peraltro riuscito, di raggiungere lo Stato Pontificio.
Caduti, catturati, o fuggiti i principali capi del brigantaggio e eliminate anche alcune bande minori, l'azione delle autorità della provincia di Napoli proseguì colpendo con provvedimenti vari, ivi incluso l'arresto, numerose persone accusate di manutengolismo o di attività filoborboniche. A tale fine le autorità utilizzarono la Legge Pica anche se la provincia di Napoli non fu mai inclusa nella lista delle province considerate luogo di applicazione della legge.

## Principato Ulteriore

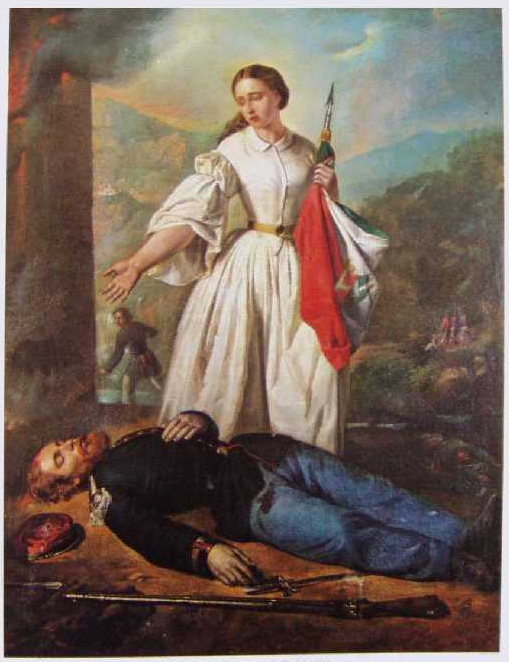
Dipinto anonimo dell'epoca, apologetico dell'eroismo della Guardia Nazionale: una figura femminile con il tricolore stretto fra le mani, in segno di lutto, mostra un ufficiale della Guardia Nazionale ucciso in combattimento, sul lato sinistro si scorge la parete di una casa in fiamme, alle spalle si muove un altro militare, sullo sfondo un paesaggio montuoso appenninico coperto di boschi, al cui limitare vi sono tre figure (forse briganti) che osservano

Nel 1860 il Principato Ulteriore, nell'ambito del Regno delle Due Sicilie, risultava suddiviso in tre distretti: Avellino, Ariano e Sant'Angelo dei Lombardi e circondava completamente l'exclave pontificia della città di Benevento. Il territorio della provincia, coperto di foreste e particolarmente montuoso, con il Monte Vergine, il Taburno e il Massiccio del Sirino si trovò a subire le incursioni compiute da numerose bande di briganti locali o provenienti dalle zone confinanti. Alla formazione di questi raggruppamenti, composti da guerriglieri, reazionari, contadini e delinquenza comune, concorsero già nel settembre 1860 soldati dell'esercito borbonico che, durante l'avanzata dei volontari garibaldini verso Napoli, essendosi disgregate le loro unità si sbandarono per poi unirsi prevalentemente a capi-massa del Molise e della Basilicata. Queste bande tormentarono a lungo i distretti del Principato Ulteriore effettuando incursioni contro paesi e città del circondario che, in taluni casi, si svolsero contemporaneamente a reazioni popolari antisabaude organizzate e coordinate dagli agenti e dai comitati borbonici locali.
Mentre Francesco II si accingeva a lasciare Napoli, ad Ariano, lungo la strada regia delle Puglie, la popolazione insorse il 3 settembre contro i liberali locali. Assunto il controllo della cittadina furono inviati messaggeri al generale borbonico Francesco Bonanno in marcia verso Avellino, affinché fornisse aiuti e rinforzi di truppa. Il 5, a seguito del tentativo di prendere il potere eseguito da un gruppo di volontari garibaldini, insorse anche la popolazione di Montemiletto e nei giorni successivi anche quelle di Bonito, Torre Le Nocelle, Pietradefusi, Sant'Angelo dei Lombardi e Monteverde. Il 9 giunse ad Ariano la brigata del generale Bonanno che, entrato in città, fu accolto festosamente dalla popolazione. Nel frattempo, Garibaldi preoccupato per la reazione di Ariano, incaricò il generale Stefano Turr di ripristinare l'ordine riportando al potere le fazioni liberali. Il Turr giunto a Dentecane, informato che colonna borbonica si trovava in difficoltà e che parte delle truppe si erano sbandate, inoltrò al Bonanno proposte di resa che furono accettate. Abbandonata la colonna, ormai in totale dissoluzione, il Bonanno con una settantina di gendarmi borbonici raggiunse Gaeta.
Quelle di Ariano e di Montemiletto non furono le uniche manifestazioni reazionarie che si verificarono durante l'avanzata e lo schieramento garibaldino sulla linea del Volturno. Infatti, nel settembre 1861 si ebbero disordini e sommosse, oltre che nel Principato Ulteriore e in Basilicata, nelle Puglie, negli Abruzzi, in Terra di Lavoro e in Molise, che provocarono perdite ai volontari garibaldini, alle Guardie Nazionali e alle proprietà di molti cittadini di ideologia liberale.
Entrato nel Regno delle Due Sicilie l'esercito di Vittorio Emanuele II, sconfitte le truppe borboniche del generale Douglas Scotti al Macerone, le operazioni belliche proseguirono contro le forti linee di difesa di Capua e di Gaeta. Le vittorie garibaldine sul Volturno e dei piemontesi al Macerone, consentirono di scardinare la linea di difesa borbonica che dal Volturno fu costretta a schierarsi sul Garigliano. Il 21 ottobre, malgrado l'agitazione degli abitanti di molte località, furono indetti i plebisciti che portarono a nuove sommosse e reazioni anche in Basilicata e nel Principato Ulteriore. A capeggiare la reazione appoggiata dal clero, si posero notabili fedeli ai Borboni e soldati sbandati che riuscirono ad aggregare forti masse contadine spingendole alla sommossa e al saccheggio. in Basilicata insorsero alcuni piccoli centri mentre nel Principato Ulteriore il 21 ottobre si sollevarono Carbonara dove si ebbero morti, incendi e saccheggi, Castelvetere e Montemarano. In tutte le località l'intervento delle Guardie Nazionali consentì di soffocare rapidamente le sommosse..
Capitolata Capua il 2 novembre 1860, parte delle truppe borboniche trovarono rifugio nello Stato Pontificio, mentre nell'avellinese, a Cervinara e in altri distretti e province si verificarono disordini da collegarsi in parte ai bandi di leva militare.
Come già avvenuto nel corso del 1860 anche nei primi mesi del 1861, e subito dopo la capitolazione di Gaeta, la reazione organizzata e finanziata dai comitati borbonici e diretta da capi-massa di particolare prestigio, si sviluppò rapidamente nelle province dell'ex Regno delle Due Sicilie. Focolai d'insurrezione si accesero quindi in Capitanata, nel Molise, nelle Calabrie, nei Principati, negli Abruzzi e in Basilicata. In Irpinia nei primi giorni di aprile insorsero Nusco, Sorbo, Trevico, e Volturara, anche queste insurrezioni furono prontamente represse dalla Guardie Nazionali.
In Basilicata invece le bande reazionarie poste al comando di Carmine Crocco, Nicola Summa, Vincenzo Mastronardi, Michele Di Biase e Michele La Rotonda partendo il 7 aprile da Lagopesole, occuparono Ripacandida, Ginestra, Lavello, Venosa e Melfi. Il 18 aprile, Crocco varcò i confini del Principato Ulteriore dirigendosi verso Monteverde e Carbonara da dove le bande raggiunsero Calitri. Tallonato da numerosi reparti di truppa e dopo essersi rifornito a Sant'Andrea di Conza, il giorno 22 Crocco varcò i confini della Basilicata dirigendosi nuovamente verso Calitri dove fu accolto dal fuoco delle truppe che nel frattempo si erano concentrate nel paese. La banda sconfitta e ridotta a circa 300 uomini si disperse nelle campagne e nei boschi di Castiglione e Monticchio. Nelle giornate successive a Sant'Andrea di Conza giunse il Prefetto di Avellino che, nel corso di alcuni rastrellamenti, catturò e passò per le armi numerosi componenti delle bande. A seguito dell'interrogatorio del capo brigante Michele la Rotonda, poi fucilato, risultarono implicate nelle reazioni numerosi personaggi della Basilicata e del Principato Ulteriore che furono arrestati e tra questi anche l'arcivescovo di Conza e Campagna, che fu consegnato al Prefetto di Avellino.
L'azione svolta in Principato Ulteriore dalle autorità locali per arginare l'attività delle bande di confine e quella destinata a soffocare disordini e moti locali, non furono del tutto soddisfacenti. Infatti, nel luglio 1861 insorse Montemiletto e, sotto il comando di vari capi-massa tra cui Angelo Ciarla, Vincenzo Petruzziello, Giuseppe Nardiello, Pasquale Palladino e Carmine la Contrada, si estese ad altri comuni tra cui Montaperto, Torre Le Nocelle, Tufo, Torrioni Petruro, Lapio, San Mango, Chiusano, Volturara, San Potito, Parolise, Sorbo, Salza, Candida e Manocalzati. Per reprimere le insurrezioni e ripristinare l'ordine oltre a Guardie Nazionali e a contingenti del 6º fanteria della brigata “Aosta” e del 62º fanteria (brigata “Sicilia”) si aggiunse la Legione Ungherese che fu impiegata anche a Montefusco e Montemiletto..
Nel frattempo le bande della Basilicata proseguirono le loro scorrerie isolate fino al mese di agosto 1861 quando Crocco, riunite tutte le bande decise di attaccare nuovamente i centri abitati per fare bottino e rifornirsi di armi e munizioni. Il 10 agosto assalì e saccheggiò il villaggio di Ruvo del Monte poi inseguito da contingenti di truppa si trincerò nella macchia di Toppacivita resistendo agli assalti dei bersaglieri, della fanteria, e delle guardie nazionali. Pochi giorni dopo Crocco spostatosi nel circondario di Avellino, tentò di invadere Monteverde, Calitri, Conza, e Teora dove fu messo in fuga e costretto a rifugiarsi nei boschi di Monticchio.
Assalti a paesi, masserie isolate e scontri con la truppa continuarono a verificarsi per tutto il 1861. I fratelli La Gala effettuarono razzie scontrandosi con milizie mobili nei pressi di Ciglio di Cervinara e San Martino Valle Caudina. Carmine Crocco unitamente a José Borjes nel tentativo di giungere e sottomettere Potenza, sviluppò a partire dall'ottobre 1861 una lunga incursione attaccando e saccheggiando numerosi paesi della Basilicata. A conclusione della stessa, a fine novembre 1861, Crocco divise le sue bande si rifugiò nei boschi di Castiglione, di Sassano, Pesco di Razza e Pietra Palumba. Nello stesso mese di dicembre il generale Franzini Tibaldeo Paolo in un'azione programmata accuratamente, riuscì a disperdere le bande dei fratelli La Gala nei pressi di Cervinara che subirono la perdita di 163 uomini.
La sconfitta dei La Gala e la presentazione spontanea alle autorità di alcuni capi non consentì di arginare il fenomeno del brigantaggio nel Principato Ulteriore il cui territorio fu ancora percorso dalle bande di Carmine Crocco che, sotto il comando Sacchitiello alias “caporale Agostino”, infestarono il circondario di S. Angelo dei Lombardi. A queste si aggiunsero i resti delle bande La Gala che operarono nei pressi di Cervinara. Gli scontri che si verificarono con i militari e Guardie Nazionali furono molteplici e si verificarono per tutto il 1862 nella zona di Ariano, Avellino, Carbonara, Calitri e Monteverde. Nell'aprile nei pressi di Sant'Angelo dei Lombardi fu dispersa la banda Pagliaccello; nel luglio il XVII battaglione bersaglieri, su segnalazione del sindaco di Carbonara, assalì le bande di Crocco e di Sacchitiello disperdendole nella zona di Lacedonia..
Nell'agosto 1862 il fenomeno del brigantaggio, a seguito delle imprese di Garibaldi che culminarono nella giornata dell'Aspromonte, subì un notevole incremento anche a causa della propaganda dei comitati borbonici che fornirono mezzi finanziari e favorirono l'arruolamento di nuove reclute nelle file reazionarie. Schiavone, Sacchitiello, Petrozzi, Crocco e altri ricominciarono le loro scorribande. Nell'agosto furono attaccati Flumeri, Sturno e Gesualdo dove i briganti furono fugati dalla pronta reazione delle truppe di presidio.. Numerose altre scorrerie furono effettuate in alcuni centri della Basilicata e del Principato Ulteriore tra cui Sant'Angelo dei Lombardi, Conza, Lioni, Montemarano e nuovamente a Flumeri, in cui si verificarono scontri con le guardie nazionali e le truppe che provocarono numerose perdite ai briganti durante le fasi di combattimento e di inseguimento.
Lo Stato d'assedio proclamato nel 1862. La Legge Pica del 1863 ed i provvedimenti che seguirono non valsero ad estirpare del tutto il fenomeno del brigantaggio in Irpinia che continuò a manifestarsi anche dopo la morte, la cattura, la resa di molti capi e la fuga di Carmine Crocco a Roma. Infatti, nel 1868 con la costituzione del “Comando generale delle truppe per la repressione del brigantaggio nelle province di Terra di Lavoro, Aquila, Molise, Benevento, Salerno, Avellino e Basilicata” affidato al generale Emilio Pallavicini, il distretto di Avellino continuò ad essere tra le province considerate in stato di Brigantaggio fino allo scioglimento delle zone militari avvenuto nel 1870.

### Benevento

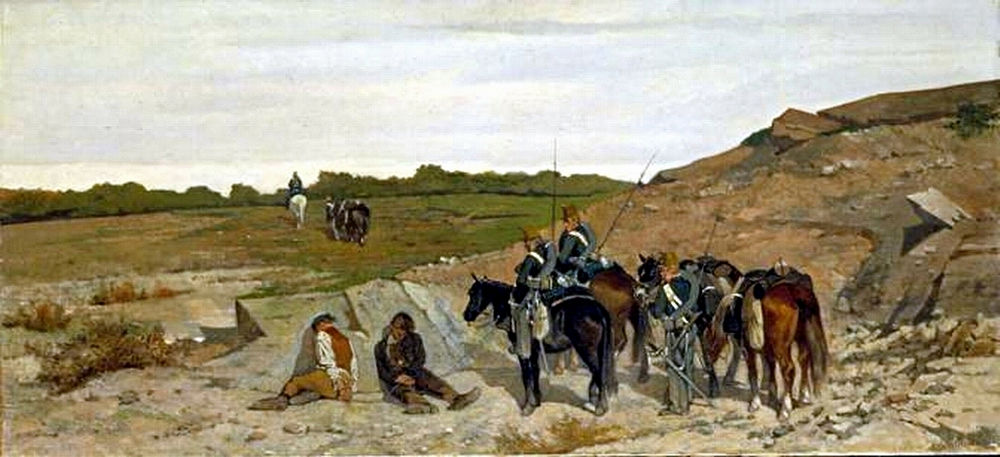
Giovanni Fattori: Episodio della campagna contro il brigantaggio - arresto di briganti (1864)

Benevento importante e antica città sede di delegazione apostolica, posta alla confluenza dei fiumi Sabato e Calore, quantunque territorialmente compresa all'interno del Regno delle Due Sicilie e più specificatamente nel Principato Ulteriore, costituiva da secoli un'exclave appartenente allo Stato Pontificio.
Dopo lo sbarco di Giuseppe Garibaldi in Calabria, i liberali assunsero il potere con il favore popolare, costituendo e organizzando milizie volontarie, in quasi tutte le città facenti capo alle province del Regno delle due Sicilie. Anche a Benevento, insorta nei primi giorni di settembre, sotto la direzione di Domenico De Simone, Nicola Vessichelli e di Domenico Mutarelli, giunsero dei volontari garibaldini posti al comando di Giuseppe de Marco, che occupata la città deposero i funzionari pontifici trattenendo in stato di arresto nella sua abitazione anche il delegato pontificio monsignor Domenico Carafa della Spina di Traetto. La situazione a Benevento si mantenne politicamente stabile e la legione dei Cacciatori Irpini di Giuseppe de Marco lasciò la città per dirigersi verso Ariano, dove i volontari erano attesi dal comitato insurrezionale locale che si trovava in difficoltà.
Verso la fine del mese di settembre 1861, riportata la calma a Benevento dopo alcuni disordini, Garibaldi nominò governatore Carlo Torre. Questi pose allo studio un progetto per procedere all'ampliamento territoriale di Benevento e trasformare l'antica città e il circondario facente capo all'antica delegazione pontificia in una provincia autonoma. Conclusa la tornata plebiscitaria del 21 ottobre, nella giornata del 25 fu divulgato un primo decreto costitutivo della nuova provincia cui seguirono altri provvedimenti, tra cui quello promulgato dal Principe di Carignano, Eugenio Emanuele di Savoia-Villafranca, nel quale furono fissati i confini della provincia di Benevento. Al circondario di Benevento con questo provvedimento legislativo furono assegnate, nonostante le proteste di sindaci e governatori, alcune zone territoriali sottratte alla Capitanata, Terra di Lavoro, Molise e Principato Ultra. Dopo queste modifiche la nuova provincia fu suddivisa amministrativamente in tre circondari: Benevento, Cerreto Sannita e San Bartolomeo in Galdo.
Gli avvenimenti che si verificarono nel corso del 1860 e 1861 non lasciarono indenne il beneventano dai danni arrecati dalla guerra che si concluse con la capitolazione di Gaeta, e dalle insurrezioni che si svilupparono nelle province confinanti. Anche nel beneventano la presenza di ampie aree montuose e particolarmente impervie con i massicci del Matese e del Taburno consentì a numerose formazioni di soldati sbandati e renitenti alla leva ed ex galeotti liberati per l'amnistia emanata da Francesco II, comuni malviventi, guerriglieri e briganti di trovare agevole e sicuro rifugio sulle pendici delle montagne e nelle aree meno presidiate dalle truppe e dalle Guardie Nazionali. I confini stessi della nuova provincia delimitati da Terra di Lavoro, Molise, Principato Ultra, e Capitanata consentirono inoltre a molte bande operanti oltre confine di effettuare scorrerie anche nel territorio di Benevento. Infatti, nel beneventano, nelle Puglie, e nel Molise infierirono a lungo bande anche importanti, Cosimo Giordano, Michele Caruso, Libero Albanese, Nunzio di Paolo, Giuseppe Schiavone, che spostandosi rapidamente da una provincia all'altra e varcando in qualche caso anche i confini dello Stato Pontificio riuscirono in più occasioni a sfuggire alla caccia delle truppe lanciate al loro inseguimento.
Disordini e movimenti che si verificarono a partire dall'aprile 1861 in Basilicata, nel Principato Ulteriore e in terra di Lavoro non potevano non riflettersi anche a Benevento. Infatti, il governatore Carlo Torre, oltre che a contribuire con elementi della propria Guardia Nazionale alla repressione dei disordini in Basilicata e nelle province confinanti, preoccupato dalla situazione generale del Sannio inviò al generale Enrico Cialdini una propria relazione chiedendo aiuti. Gli interventi repressivi attuati dalle truppe ivi inclusi quelli sviluppati dalla Legione ungherese a Montefalcione, Lapio, Montemiletto, Montefusco e Volturara, provocarono la fuga di molti popolani compromessi nei disordini che, in cerca di rifugi sicuri, alimentarono le bande dei fuoriusciti già presenti nelle zone di montagna. Ragguagli in proposito furono trasmessi al Governatore di Benevento tramite un rapporto inviato dall'intendente di Cerreto nel quale fu resa nota la difficile situazione del circondario attaccato dalle forti bande annidate sui monti del Matese.
Quasi contemporaneamente alle reazioni dell'Irpinia, sempre nel luglio 1861, si svilupparono disordini anche nel beneventano a Circello, Castelpagano e Arpaia dove la Guardia Nazionale intervenuta per sedare i tumulti subì perdite. Alla già instabile situazione generale si aggiunse la scadenza dei termini stabiliti dai bandi di leva che, con le gravi sanzioni previste in caso di renitenza, provocò a Casalduni ulteriori disordini oltre quelli già in corso in altre località e in parte fomentati anche dai comitati borbonici. Infatti, il 4 agosto insorsero San Marco dei Cavoti, Molinara, San Giorgio La Molinara, Pago Veiano, Pietrelcina, Paduli, Colle, Paolisi, Bucciano, Forchia e altri centri. Il 6 agosto Francesco Basile alias Pelorosso entrò con 50 briganti a San Marco de' Cavoti e a Molinara. L'8 Pelorosso, rinforzato da schiere di popolani armati, entrò a San Giorgio La Molara a Pago Veiano e poi a Pietrelcina. A Pontelandolfo giunse Cosimo Giordano, che invitato dall'arciprete e da altri canonici invase la cittadina il 7 agosto, giorno della festa di San Donato, innalzando i vessilli borbonici. Anche, Casalduni insorse e in entrambi i paesi si verificarono saccheggi e incendi. Per riportare l'ordine partì da San Lupo un piccolo distaccamento composto da 40 soldati del 36º fanteria un ufficiale e 4 carabinieri. La pattuglia giunta in città fu assalita da popolani armati cui si aggiunsero, inibendo ogni tentativo di fuga, anche gli abitanti di Casalduni e di Campolattaro. Alcuni componenti del drappello caddero in combattimento, uno ferito riuscì a salvarsi nascondendosi tra la vegetazione. Gli altri furono fatti prigionieri per poi essere linciati dalla folla inferocita. Per reprimere il movimento sedizioso e vendicare i caduti, due distinte colonne di bersaglieri raggiunsero una Casalduni e l'altra Pontelandolfo incendiando e saccheggiando gli abitati e compiendo eccessi contro la popolazione. Cosimo Giordano, fuggito unitamente a molti abitanti di Casalduni, poté assistere dalle colline circostanti alla distruzione di entrambi i paesi. Durante gli ultimi mesi del 1861 continuarono le scaramucce contro Cosimo Giordano, i fratelli La Gala, Francesco Basile nonché rastrellamenti e operazioni di repressione contro briganti e forze reazionarie che furono sviluppate a Pietraroja, San Leucio, Cerreto, Pietrelcina interessando anche altri paesi.
Nel 1862 conclusa l'avventura di José Borjes in Basilicata, fugati i fratelli La Gala, caduti molti capi e sotto la continua pressione delle truppe, le bande ancora in attività della Basilicata, del Molise e di Terra di Lavoro, cercarono nuovi spazi e rifugi anche nella provincia di Benevento. Cosimo Giordano, Padre Santo, De Lellis, Giuseppe Schiavone, Michele Caruso, Domenico Fuoco, i fratelli Guerra e le loro bande svilupparono scorrerie e rapide incursioni nelle zone di confine muovendosi con abilità da una provincia all'altra.
Nel marzo del 1862, nei pressi di Pontelandolfo furono segnalate due grosse bande composte da circa 200 uomini. Il 14 giugno un nucleo composto da 11 guardie nazionali e 4 carabinieri fu attaccato nei pressi di Benevento da numerosi briganti a cavallo che distrussero quasi integralmente il piccolo reparto di cui solo due guardie nazionali riuscirono a sopravvivere. Il 25 luglio Cosimo Giordano, Padre Santo e De Lellis nella zona di Cerreto riuscirono a sfuggire a rastrellamenti effettuati dal 39º e dal 40º fanteria della brigata “Bologna”. Nella seconda metà dell'anno, malgrado la proclamazione dello Stato d'assedio, e le limitazioni nei movimenti di persone e cose derivanti da queste disposizioni speciali, continuarono a verificarsi incursioni e scontri con la truppa che provocarono perdite sia ai militari impegnati nelle operazioni sia ai briganti stessi che videro cadere molti dei loro capi e gregari. Il 27 agosto nei pressi di una masseria di San Bartolomeo in Galdo, un reparto del 45º fanteria di cui faceva parte anche un nucleo di carabinieri attaccò e disperse un gruppo di briganti che frazionandosi riuscì a fuggire lasciando sul campo numerosi caduti.
Come nel 1862 anche nel 1863 i militari inquadrati tra le truppe della Zona di Benevento e le Guardie Nazionali dei vari paesi, per quanto agevolati nel loro compito dalla legge Pica, si trovarono ancora una volta a combattere contro le formazioni brigantesche annidate sul Matese.
Incursioni da parte dei briganti si verificarono in Molise, Principato Ultra e Capitanata dove nel gennaio si verificarono combattimenti con la banda di Giuseppe Schiavone. Nel febbraio la stessa formazione con circa 60 gregari fu segnalata nella provincia di Benevento. Un drappello di Guardie Nazionali e di carabinieri di Paduli cercò di intercettarla, ma il reparto caduto in un agguato, subì la perdita di due ufficiali della Guardia Nazionale, del maresciallo dei carabinieri e due militi. Nella giornata successiva un drappello di soldati del 39º Fanteria, scontratosi con la banda di Schiavone fu accerchiato e quasi completamente distrutto perdendo il comandante del reparto e 15 soldati. Trasferitosi in Puglia e poi in Irpinia dove effettuò numerose razzie, Schiavone effettuò una nuova scorreria assalendo Ginestra degli Schiavoni dove si scontrò con la Guardia Nazionale. Nel giugno e nel luglio Schiavone e Michele Caruso con le loro bande effettuarono altre razzie sul territorio di Benevento scontrandosi con la truppa e attaccando le masserie. Nell'agosto dopo una puntata nel territorio di Melfi, Michele Caruso, dopo aver sostenuto numerosi scontri contro le truppe poste al suo inseguimento, tentò di rientrare nei confini di Benevento dove le sanzioni contro i manutengoli e favoreggiatori previsti dalla Legge Pica portarono all'arresto di numerose persone. Nel mese di settembre Caruso continuò a sviluppare le sue incursioni operando sulla linea di confine tra la provincia di Benevento, quella della Capitanata e del Molise scontrandosi con le Guardie Nazionali del beneventano a Torrecuso e a San Bartolomeo in Galdo.
Nel settembre però al comando della Zona Militare di Benevento fu chiamato il generale Pallavicini che cercò di eliminare le bande di briganti che creavano problemi nella importante zona di cerniera tra la Capitanata e la provincia di Benevento. Scontri, razzie continuarono a verificarsi fino al 10 dicembre 1863 quando Caruso fu catturato per poi essere passato per le armi a Benevento. Caduto Michele Caruso e altri capi, fuggito nel 1864 verso Roma Carmine Crocco, passato per le armi nel 1864 anche Giuseppe Schiavone, l'attività delle bande operanti ai confini della provincia di Benevento risultò limitata a scorrerie per lo più effettuate da bande provenienti anche da Terra di Lavoro. Il brigantaggio nella provincia si mantenne comunque vitale anche negli anni successivi al 1864, tanto da far includere Benevento tra le zone ancora soggette al brigantaggio e per la cui eliminazione fu costituito nel 1868 il “Comando generale delle truppe per la repressione del brigantaggio nelle province di Terra di Lavoro, Aquila, Molise, Benevento, Salerno, Avellino e Basilicata” affidato al generale Emilio Pallavicini

## Principato Citeriore (Salerno)
Il Principato Citeriore, secondo l'articolazione amministrativa all'epoca vigente, risultava suddiviso in quattro distretti: Salerno, Campagna, Sala Consilina e Vallo della Lucania e costituiva una provincia del Regno delle Due Sicilie. Parzialmente montuosa confinava con la Provincia di Napoli, con il Principato Ulteriore, con Terra di Lavoro e con la Basilicata.
Nel corso del 1860, il salernitano oltre a essere soggetto al transito delle truppe borboniche in ritirata dirette verso Capua, Gaeta e Napoli, fu considerato tatticamente idoneo alla predisposizione di una linea difensiva che, secondo gli studi effettuati dallo Stato Maggiore di Francesco II, avrebbe potuto contrastare efficacemente l'avanzata delle truppe garibaldine. Abbandonato il progetto, l'esercito borbonico si schierò sul Volturno appoggiandosi alle fortezze di Capua e Gaeta mentre a Salerno e nel suo circondario i liberali assunsero il potere. Nominato il Governatore questi, affrontando una congiuntura particolarmente difficile, si trovò anche costretto e a reprimere, con l'intervento della truppa e delle Guardie Nazionali, le rivolte contadine del gennaio del 1861 che interessarono Mercato San Severino, Ogliara, Rocca San Felice, San Mango sul Calore, Gioi e Vallo della Lucania. La presenza su territorio di molti soldati sbandati o rientrati nei loro paesi dopo la capitolazione di Gaeta e il trasferimento di Francesco II a Roma, la disoccupazione dilagante, lo scontento dei contadini per la mancata distribuzione delle terre demaniali, la posizione assunta dal Clero e la propaganda svolta dai comitati borbonici costituiti a Roma, Napoli, nel Cilento e nella costiera amalfitana, furono tutti fattori che provocarono episodi di violenza e che generarono a loro volta fatti di brigantaggio
Si costituirono numerose bande di dimensione medio piccola che infierirono con la loro attività sul territorio del Principato Citra, costringendo il Governatore e le autorità militari a intervenire in numerose occasioni anche nelle impervie zone di confine. Alle bande come quella di Alfonso Capuano, Crescenzo Gravina, Sabato Giordano si aggiunse anche quella Antonio Cozzolino alias “Pilone”, che pur avendo come campo d'azione il Vesuvio e la zona vesuviana, sviluppò incursioni anche nel settore di Scafati, Angri, San Marzano sul Sarno e San Valentino Torio. Sulla costiera amalfitana agirono le bande poste al comando di Vincenzo Barone, Varrone, e altri che assalirono anche obiettivi della provincia di Napoli. Nella zona dei Monti Picentini operarono anche formazioni tra cui quelle al comando di Antonio Maratea alias Ciardullo, di Francesco Cianci, di Gaetano Manzo e di altri capi, non ultimi Carmine Crocco e i fratelli Cipriano e Giona La Gala, che partendo dalle loro basi svilupparono incursioni anche nel Principato Citeriore.
Alle scorrerie dei briganti e agli scontri che seguirono, si aggiunsero episodi reazionari, fomentati e organizzati dai comitati borbonici locali, che nel luglio 1861 progettarono, nell'ambito di un vasto disegno insurrezionale, di sviluppare la reazione in alcuni centri abitati tra cui Pertosa, Corleto, San Rufo, Sant'Arsenio, San Pietro al Tanagro e Polla e infine Auletta. In quest'ultimo paese, il 28 luglio 1861 una banda di briganti rinforzata da popolani armati, superata la resistenza opposta dalla Guardia Nazionale, invase la cittadina accolta favorevolmente dalla popolazione filoborbonica e dal Clero locale. Alzati i vessilli di Francesco II e occupata anche Pertosa le formazioni brigantesche furono sorprese da reparti della Legione ungherese e da nuclei di Guardia Nazionale. Le bande, costrette a ritirarsi, furono disperse lasciando nelle mani degli assalitori numerosi prigionieri che furono in parte passati per le armi..
Reazioni e brigantaggio si svilupparono anche nelle zone montuose del Cilento dove i comitati borbonici ebbero forte seguito a causa dello scontento delle popolazioni rurali ulteriormente accresciuto dall'impatto negativo provocato dai bandi di leva. Disordini si manifestarono a Piaggine e Laurito, incursioni compiute da piccole bande interessarono i monti di Sanza mentre altre reazioni e scontri con Guardie Nazionali si ebbero a San Mauro La Bruca e a Centola. Alla già difficile situazione interna del Principato Citra, si aggiunsero gli assalti portati nelle zone di confine dalle grosse formazioni provenienti dalla Basilicata. Infatti, il 24 novembre 1861 le bande capitanate da Carmine Crocco e da José Borjes nel corso di una lunga scorreria iniziata nei primi giorni di novembre dopo aver occupato Balvano e varcato i confini del Principato Citra, si diressero a Ricigliano. Malgrado la buona accoglienza ricevuta, il paese fu saccheggiato in modo devastante tanto da far annotare al Borjès nel suo diario:“Undici ore della sera. I disordini più inauditi avvennero in questa città; non voglio darne particolari, tanto sono orribili sotto ogni aspetto”. Nel dicembre 1861, mentre la banda dei fratelli La Gala veniva distrutta nei pressi di Cervinara, nei territori di Sarno la banda capitanata da un gregario di “Pilone” Orazio Cioffi si scontrò con le truppe del 53º fanteria, nei pressi di Malo Passo, Pizzo d'Alvano e Prato Comune.
Concluso non troppo favorevolmente il 1861 nel corso del 1862 i Comitati Borbonici misero allo studio un'azione insurrezionale da sviluppare nella zona del Cilento. Ne diedero quindi incarico a Giuseppe Tardio, legittimista di Piaggine Soprane già condannato dal regime sabaudo per renitenza alla leva che, dopo essere evaso dal carcere e lasciata Roma dove si trovava si imbarcò a Civitavecchia per raggiungere con alcuni gregari le coste salernitane. Nel settembre del 1861, sbarcato ad Agropoli riuscì a sfuggire alle truppe poste sulle sue tracce e nel febbraio 1862 assunse il comando di alcune grosse bande già esistenti nei pressi di Centola. Organizzate le formazioni ai suoi ordini e in accordo con i notabili filoborbonici locali nei primi giorni del luglio 1862 raggiunse Massicelle per poi invadere Futani, dove, disarmata la guardia nazionale, assunse il potere in nome di Francesco II. le bande di Tardio ingrossate da paesani armati si diressero su Abatemarco occupando Foria, Licusati; Camerota, Marina di Camerota, Lentiscosa, mettendo a sacco le case dei liberali, facendo bottino e distruggendo le stazioni telegrafiche. Dopo uno scontro a San Giovanni a Piro con la truppa ormai sulle sue tracce, l'incursione continuò occupando e saccheggiando Celle di Bulgheria, Roccagloriosa, Alfano e Caselle in Pittari. Nel frattempo a seguito degli allarmi e delle segnalazioni pervenute dai vari distretti cominciarono a convergere nel settore occupato dalle bande numerose truppe con lo scopo di circondarle e disperderle. Il tentativo non riuscì e Tardio sganciatosi si diresse verso Piaggine dove dopo essersi ancora una volta scontrato con la truppa. Divise le bande in piccoli nuclei cercò rifugio sui monti tra Piaggine e Sanza.
Eliminato momentaneamente Giuseppe Tardio la lotta contro i briganti del salernitano proseguì. Nel gennaio 1862 carabinieri e Guardie Mobili si scontrarono con un gruppo di banditi nei pressi di Auletta disperdendoli e catturandone il capo. Anche la legione ungherese unitamente a contingenti del 7º fanteria si scontrò con alcune bande distruggendole. I briganti da parte loro riuscirono a invadere Amalfi nell'agosto del 1862 e a tenerla per alcuni giorni Anche altre bande tra cui quella di Francesco Cianci, Gaetano Manzo e Gaetano Tranchella effettuarono scorrerie in varie aree del Salernitano spingendosi anche nel Principato Ultra.
Le turbolenze che interessarono le province meridionali nel secondo semestre del 1862, legate anche ai movimenti di Garibaldi che si conclusero nella Giornata dell'Aspromonte, diede nuovo impulso al brigantaggio anche in provincia di Salerno. Il 4 settembre 1862 la banda Varrone invase il comune di Tramonti. Nello stesso periodo la banda di Crescenzo Gravina effettuò incursioni in alcuni comuni, catturando ostaggi, chiedendo riscatti ed effettuando razzie. Il 6 settembre una banda occupò Colliano disarmando la guardia nazionale. Quasi contemporaneamente, nel Cilento, Giuseppe Tardio, raccolte le sue bande, diede avvio a nuovo un ciclo operativo che interessò Sacco e Roscigno per poi concludersi a Corleto Monforte. La banda inseguita e minacciata di accerchiamento subì numerose perdite e defezioni mentre Tardio si nascose nelle grotte di Pruno in attesa di riprendere le sue incursioni. Infatti nel 1863, in accordo con elementi filoborboni locali attaccò Campora, Stio, Gorga e Magliano Grande Attaccato dalla Guardie nazionali di vari circondari Tardio definitivamente sconfitto fu costretto a darsi alla fuga.
L'introduzione della Legge Pica portò poi a numerosi rastrellamenti e arresti di manutengoli e personaggi coinvolti a vario titolo con le attività di Giuseppe Tardio a Agerola e a Colliano; altri arresti furono effettuati anche a Montecorvino dove i bersaglieri nel maggio 1863 si scontrarono con elementi di Crescenzo Gravina che riuscì comunque a sfuggire alla cattura.
Nel 1863 con la Legge Pica e negli anni successivi fino al 1870 la zona di Salerno fu considerata ancora in stato di brigantaggio anche se alcune bande come quella di Tardio e altri capi risultarono disperse

## Basilicata

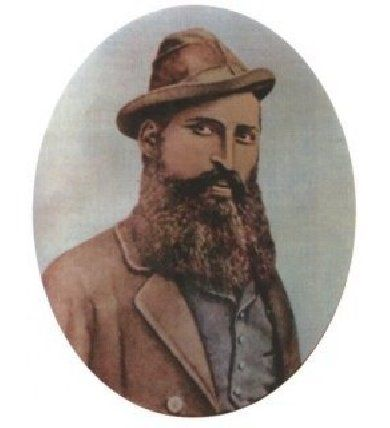
Carmine Crocco, emblema del brigantaggio in Basilicata

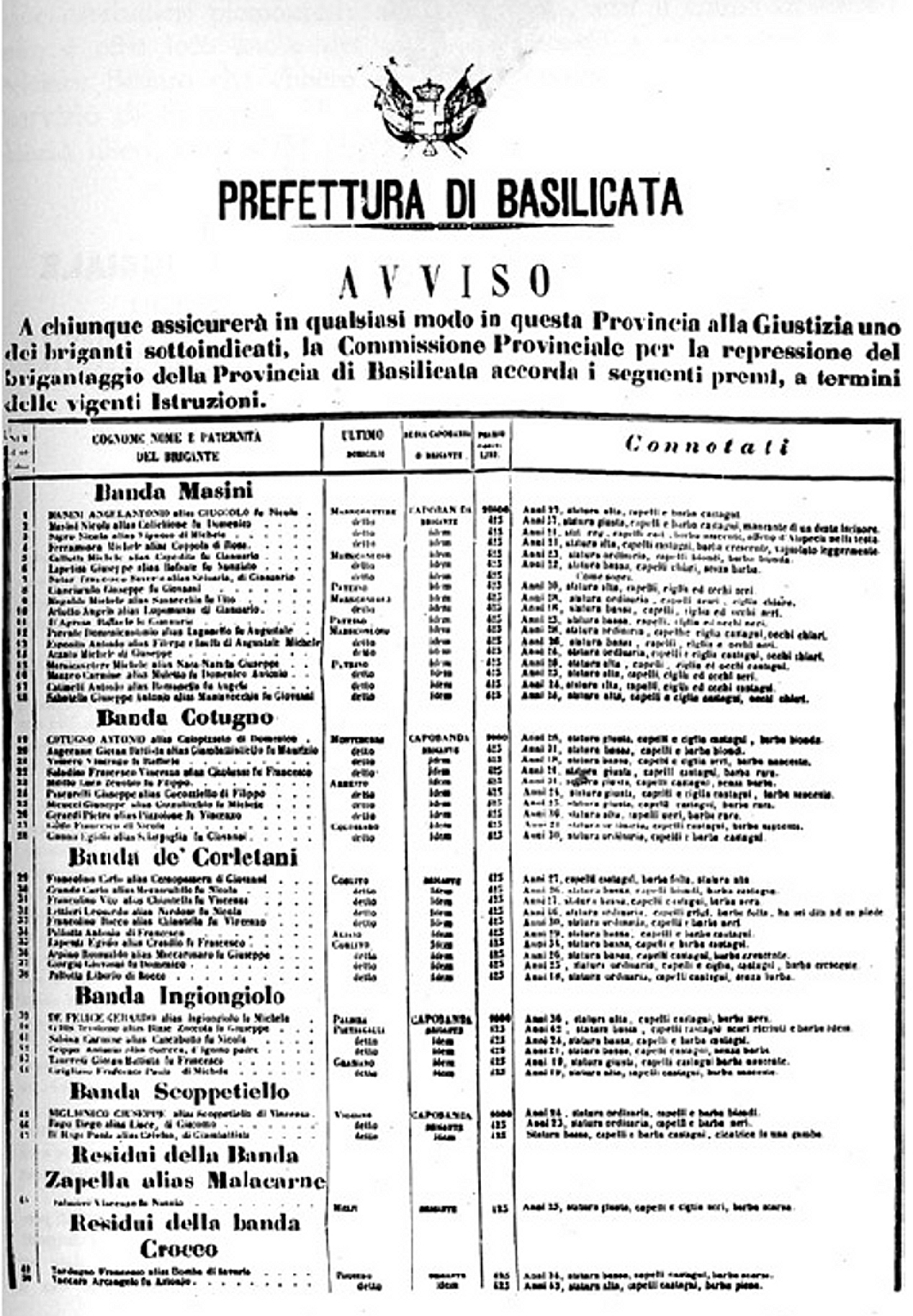
Bando della prefettura della Basilicata con un elenco di briganti ricercati, loro banda di appartenenza, descrizione e l'ammontare del premio per la loro cattura

La Basilicata, al tempo suddivisa nei quattro distretti di Potenza, Matera, Melfi e Lagonegro fu particolarmente interessata dalla guerriglia e poi dal brigantaggio che rimase attivo fino al 1870. Sul suo territorio, boscoso e montuoso, racchiuso tra le Calabrie, i Principati e le Puglie si formarono bande importanti, numerose e agguerrite, che data la posizione geografica della regione ebbero la possibilità, unendosi anche a formazioni locali, di effettuare scorrerie verso le Puglie, l'Avellinese, il Salernitano e la zona di Benevento. Dalla Basilicata le bande attraversavano il confine per effettuare incursioni anche di notevole spessore, viceversa non avvenne il contrario: il territorio della Basilicata non fu quindi particolarmente colpito dal “brigantaggio di importazione”, diversamente da altre province del Mezzogiorno d’Italia.
Nel 1860 in occasione dello sbarco sulla costa calabrese di Giuseppe Garibaldi, insorsero paesi e città della Basilicata e tra queste anche Potenza unitamente ad altri centri di minore importanza. Nei paesi e nelle città "liberate" furono costituiti governi provvisori e organizzate milizie volontarie per far fronte alla minaccia costituita dalle forze regolari borboniche, in gran parte disorientate e sbandate, ancora presenti sul territorio.

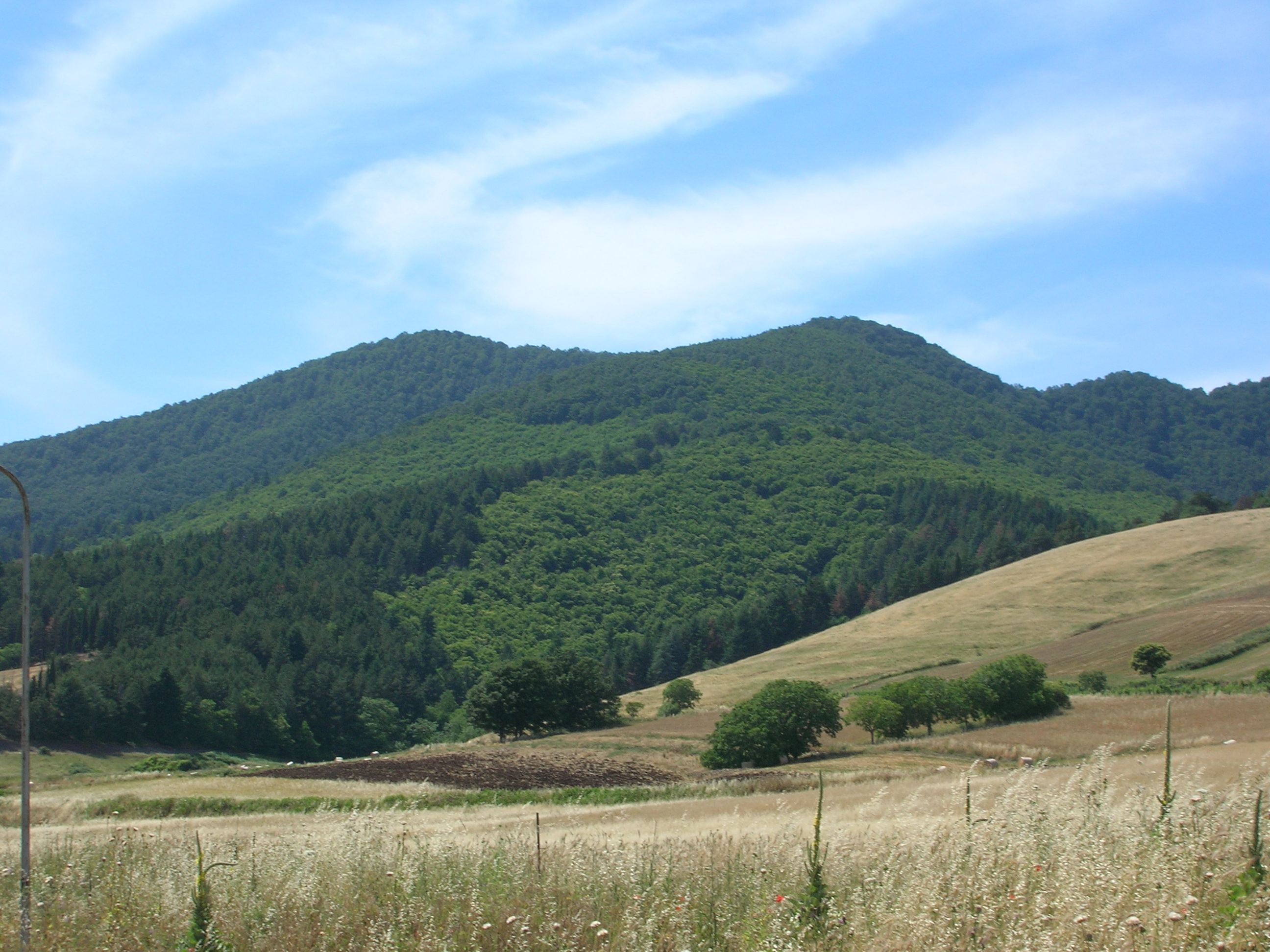
Panorama del Monte Vulture da Rionero, i pendii montuosi sono, come all'epoca del brigantaggio, coperti da una diffusa coltre boschiva

In Basilicata molti notabili e gran parte della popolazione aderì ai moti liberali anche se con motivazioni diverse. Se per una parte l'adesione alla insurrezione garibaldina ebbe un movente politico, la popolazione, particolarmente povera, insorse anche sperando di migliorare le proprie condizioni di vita; e ciò anche a seguito delle promesse sull'abolizione del latifondo e sulla redistribuzione delle terre demaniali fatte dal comitato insurrezionale lucano, presieduto da personalità come Giacinto Albini, Nicola Mignogna e Pietro Lacava.

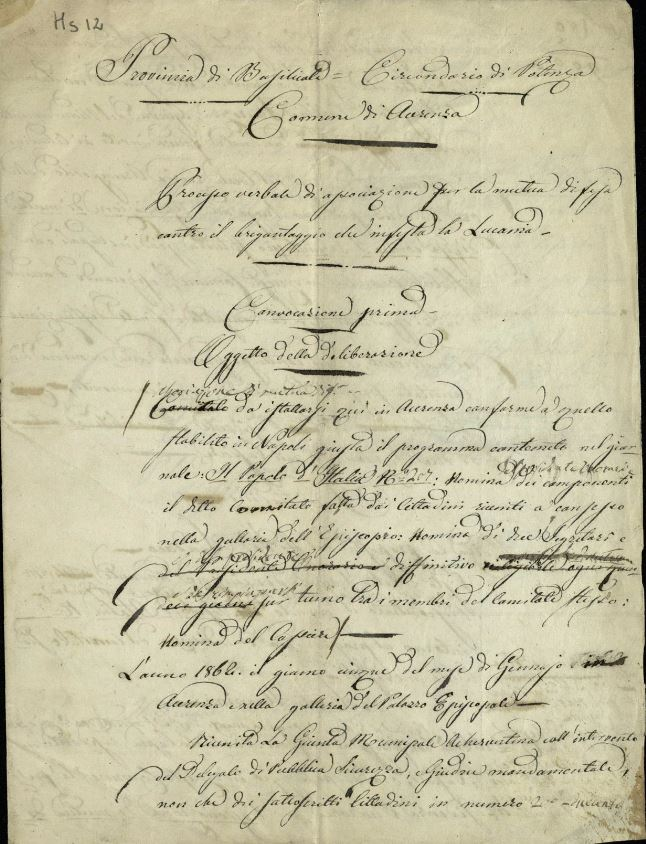
Processo verbale di associazione fra comuni per la mutua difesa contro il brigantaggio che infesta la Lucania, scritto il 5 gennaio 1862

L'illusione popolare fu però tradita. Il comitato prodittatoriale lucano non mantenne le promesse, quindi cominciò a diffondersi il malessere, anche fomentato dai legittimisti, che esplose l'otto agosto 1860 a Matera con l'eccidio Gattini e nei giorni del plebiscito del 21 ottobre, 1860: a Carbone, Castelsaraceno, Calvera, Latronico ed Episcopia e in altri piccoli centri scoppiarono tumulti ed agitazioni contadine richiedenti la distribuzione delle terre e la restaurazione dei funzionari borbonici al potere.
Contadini scontenti e stanchi di essere vessati, renitenti alla leva, ufficiali e soldati dell'esercito borbonico sbandati, ricercati a seguito dei primi moti legittimisti del 1860 e comuni malviventi, cominciarono ad aggregarsi nelle aree boscose del Vulture dove già si trovavano numerose bande dedite al brigantaggio. Dopo la capitolazione di Gaeta(12 febbraio 1861) e il trasferimento di Francesco II a Roma, la propaganda borbonica, organizzata e promossa dal Comitato centrale della Basilicata agevolata dall'atteggiamento del clero e da importanti personaggi dell'aristocrazia locale, diede corpo alla protesta. A capo dei popolani insorgenti si mise Carmine Crocco coadiuvato da agenti borbonici per buona parte della sua attività in Basilicata, fu affiancato dall'agente borbonico Auguste De Langlois, e dai propri gregari. Tra questi Ninco Nanco, Vincenzo Mastronardi, Michele La Rotonda e Vincenzo D'Amato.
Riunite le bande, Crocco e i suoi gregari muovendo il 7 aprile da Lagopesole, giunsero a Ginestra da dove, unitamente a nutrite masse popolari, si diresse su Ripacandida. Il 10 aprile Crocco, accresciute le proprie forze, mosse verso Venosa per poi dirigersi verso Lavello, Maschito e Melfi che raggiunsero il 15 aprile. A Melfi, già in rivolta, Crocco fu accolto da personalità locali, da alcuni rappresentanti del clero e dalla folla festante ed instaurò un governo provvisorio in nome di Francesco II. Dopo essersi fermato nella città per tre giorni raccolte armi, denaro e provviste proseguì nella sua scorreria.. Il governo provvisorio di Melfi manifestò grande preoccupazione, tanto che Garibaldi ne fece menzione durante una discussione parlamentare, così come gli assedi di Melfi e Venosa vennero citati dal deputato Giuseppe Pica, che diventerà noto per la sua legge contro il brigantaggio.
Nel frattempo, altre insurrezioni si verificarono nella zona di Matera e nel distretto di Potenza ad Avigliano, Ruoti, Rapolla, Atella, Barile, San Chirico e Grassano dando forza ai comitati borbonici locali e anche a quelli di altre province.
Il 18 aprile, Crocco informato dell'approssimarsi di numerosi reparti dell'esercito provenienti da Potenza e di forti contingenti di guardie nazionali in movimento verso Melfi, lasciò la città varcando i confini del Principato Ulteriore. Occupati i paesi di Monteverde e Carbonara la scorreria di Crocco si concluse il 22 aprile quando, dopo essersi rifornito a Sant'Andrea di Conza, Crocco si diresse nuovamente verso Calitri dove fu accolto dal fuoco delle truppe che nel frattempo si erano concentrate in paese. Le bande di Crocco, disfatte si rifugiarono nei boschi di Castiglione nei pressi di Calitri, di Monticchio e di Lagopesole dove il 25 aprile 1861 i volontari della guardia mobile a cavallo al comando di Davide Mennuni, sorpresero circa 120 banditi sbandati uccidendone parecchi e ferendone altri.
Le grosse formazioni di Crocco, dopo questa sconfitta, si frazionarono cercando rifugio nella zona di Lagopesole e del Vulture facendone la loro base operativa. Le bande, protette dai vasti boschi del circondario, riuscirono ad evitare la caccia delle truppe e delle guardie nazionali, continuando ad effettuare scorrerie sul territorio della provincia, al comando dei capi più influenti tra cui Nicola Summa, Giuseppe Caruso, Giovanni Fortunato alias “Coppa”, Teodoro Gioseffi. Agostino Sacchitiello, Riccardo Colasuonno alias Ciucciariello, Malacarne, Giuseppe Schiavone. Scorrerie, furti, reati contro persone e cose, ricatti, abigeati, assalti a fattorie isolate continuarono a verificarsi nei territori di Avella, Lagopesole, Filiano, Rapolla, San Fele e Atella fino all'agosto 1861.
Crocco decise nell'agosto di aggregare capi e squadre ai suoi ordini per riprendere gli attacchi ai paesi per approvvigionarsi, fare bottino e procurarsi armi, munizioni. Uno dei primi obiettivi fu Ruvo del Monte dove Crocco si presentò con una schiera di oltre 1.000 uomini minacciando il saccheggio ove le sue richieste di approvvigionamenti e denaro non fossero state accolte. Iniziato l'assalto, e insorta anche parte della popolazione, la difesa sviluppata dalle milizie volontarie e dai liberali locali non riuscì ad evitare l'occupazione della cittadina e le razzie che seguirono. Giunto l'allarme ai borghi vicini, si mossero contingenti di fanteria e di bersaglieri rinforzati da gruppi di guardie nazionali provenienti dai centri del circondario. Le bande di Crocco non intendendo impegnare combattimento abbandonarono il paese unitamente ai popolani più compromessi. Secondo alcune fonti la popolazione del paese fu poi duramente punita dal contingente di bersaglieri e di guardie nazionali provenienti da Rionero che commise anche eccessi tra cui l'arresto di alcune autorità cittadine..
Tallonato dalle truppe poste sulle sue tracce e rinforzato dalla banda di Agostino Sacchitiello, Crocco decise di fortificarsi nella macchia di Toppacivita dove attaccato dalla truppa, al termine di un lungo combattimento con perdite a entrambe le parti, riuscì a svincolarsi varcando i confini della Basilicata per attaccare alcuni paesi dell'Irpinia. Raccolte taglie e bottino anche in altri centri della Basilicata, Crocco rientrò nella sua base di Lagopesole per riorganizzarsi e colmare le perdite subite.
Qualche mese dopo, nell'ottobre, Crocco fu raggiunto a Lagopesole da José Borjes decidendo, in accordo con l'agente borbonico Auguste De Langlois, di radunare nuovamente le bande, marciare su Potenza, assalire e conquistare la città, riportare al potere il governo borbonico in Basilicata e fomentare la ribellione anche in altre province. Il 3 novembre le schiere di Crocco e Borjes mossero per assalire Trivigno che dopo qualche ora di combattimento fu saccheggiata e data parzialmente alle fiamme. Da Trivigno raggiunsero Calciano, Garaguso, Salandra e Craco commettendo dappertutto violenze e razzie. Tra Stigliano ed Aliano le formazioni si scontrarono a Acinello, con reparti di Guardie Nazionali e del 62º fanteria (brigata “Sicilia”), vincendo quello che viene considerato il maggior scontro della guerra al brigantaggio, per poi occupare la cittadina di Stigliano. Da Stigliano, dove Crocco si fermò alcuni giorni, le bande mossero contro Cirigliano e Gorgoglione per raggiungere subito dopo Accettura.
Il 13 novembre 1861 Crocco e il Borjés si diressero su Garaguso inseguiti da una colonna di soldati del 50º fanteria della brigata “Parma” e da contingenti di Guardie Nazionali. A Garaguso, dove le forze del 50° si unirono a contingenti del 30º fanteria “Pisa”, non si verificarono scontri. Infatti, le formazioni brigantesche raggiunsero indisturbate il 14 novembre Grassano, località in cui furono attaccate dalle truppe del 50° e del 30º fanteria che, conquistate alcune posizioni fortificate dei briganti, costrinsero Borjes e Crocco a lasciare la città e muovere verso San Chirico. Durante i combattimenti di Grassano si distinsero alcuni ufficiali e tra questi il sottotenente del 50º fanteria Demetrio Zanetti che ottenne la medaglia d'argento al valor militare con la seguente motivazione: Pel coraggio e sangue freddo spiegato in ogni circostanza; particolarmente nell'attacco alla baionetta contro briganti a Grassano. Altri ufficiali e soldati per il comportamento tenuto nel corso della stessa giornata ottennero la Menzione Onorevole e altre Ricompense al valor militare.

La scorreria non ebbe termine con l'episodio di Grassano, da San Chirico le formazioni brigantesche raggiunsero Vaglio Basilicata, Pietragalla, Avigliano, Bella, Muro Lucano, Balvano e Ricigliano; i paesi furono in parte messi a “ferro e fuoco” e saccheggiati. La lunga incursione intrapresa nei primi giorni del novembre 1861 da parte delle formazioni di Carmine Crocco, e di José Borjes si esaurì il 26 novembre a Pescopagano, dove la resistenza opposta dalla guardia nazionale e dai cittadini ebbe ragione degli assalitori.
Con il ritorno nei boschi di Monticchio dei resti delle bande, si interruppe a fine novembre 1861 anche il sodalizio tra Carmine Crocco e il Borjes che in disaccordo con Crocco, lasciò la Basilicata nel vano tentativo di raggiungere lo stato maggiore borbonico a Roma.

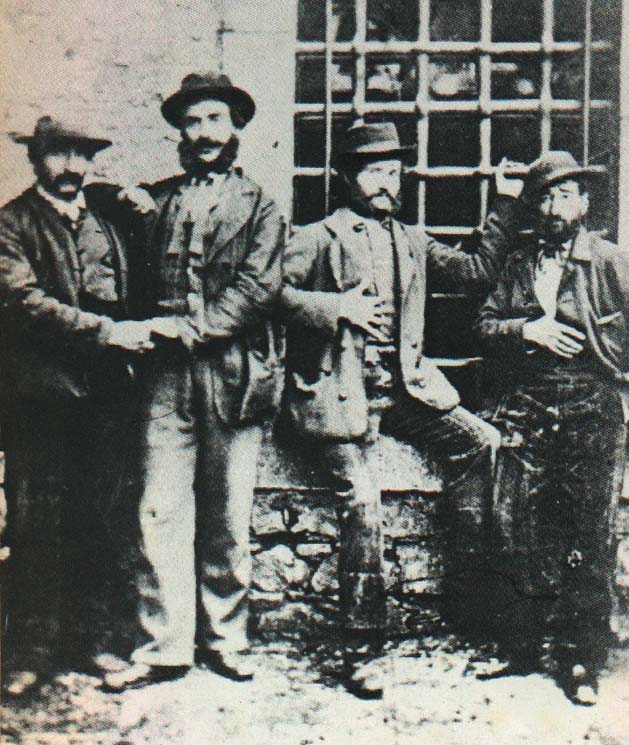
Alcuni briganti lucani: Caruso, Cafo, Lamacchia e Tinna

Crocco, dopo aver licenziato e disarmato parte dei suoi seguaci, frazionò la massa brigantesca ai suoi ordini in bande minori che, al comando di Giovanni Coppa, Donato Tortora, Tinna di Melfi, e Vito Di Gianni alias Totaro, Nicola Summa, Giuseppe Caruso, Giuseppe Schiavone, Teodoro Gioseffi, Michele Volonino e altri, proseguirono ad effettuare razzie mettendo a ferro e fuoco la zona del Vulture, ma anche l'Irpinia, il Sannio e la Capitanata.
Nelle Puglie, pur effettuando scorrerie in maniera autonoma colpendo paesi e masserie a Altamura, Corato, Accadia, Ascoli Satriano, Cerignola, Spinazzola e Lucera, Crocco nel 1862 si collegò anche alle formazioni del Sergente Romano per colpire obiettivi comuni. Non mancarono analoghi avvenimenti sempre provocati dalle bande di Crocco nel Principato Ultra dove nell'aprile si verificarono assalti e scontri a Carbonara, Calitri e Monteverde..
Dappertutto a partire dal febbraio/marzo 1862 le mobilissime bande di Crocco, di Caruso, di Ninco Nanco, unite o poste singolarmente al comando dei propri capi, effettuarono scorribande di varia natura scontrandosi in più occasioni con reparti di fanteria, di cavalleria e guardie nazionali. Alle scorribande del 1862 si accompagnò anche in Basilicata la renitenza ai nuovi bandi di leva, mentre l'agitazione popolare che fece seguito ai movimenti di Giuseppe Garibaldi conclusi nella Giornata dell'Aspromonte, agevolarono l'opera dei comitati borbonici e delle forze legittimiste che approfittarono dell’occasione per reclutare elementi da utilizzare per ripianare le perdite subite dalle bande e fomentare nuovamente la reazione. I provvedimenti promulgati nel 1862 e di cui allo Stato di Assedio, non ebbero grande efficacia con i briganti della Basilicata che continuarono ad operare varcando molto spesso le frontiere della provincia per assalire masserie e campagne prevalentemente in Capitanata. Per combattere le bande della Basilicata e anche quelle di Matera tra cui le più importanti furono quella di Rocco Chirichigno, alias Coppolone, di Paolo Serravalle, di Vincenzo Mastronardi alias Staccone, quella di Eustachio Fasano e di Eustachio Chita alias Chitaridd, furono utilizzati reparti di truppa e di cavalleria tra cui i Lancieri di Montebello e anche la Legione ungherese, che operò in varie zone territoriali riportando qualche successo. Nel mese di giugno 1862 si verificarono numerosi attacchi nelle campagne di Lavello, Venosa e Montemilone dove una banda fu sorpresa e dispersa dalla Legione ungherese che durante lo scontro provocò loro numerose perdite.
Fino alla fine del 1862 e durante il 1863 si verificarono numerosissimi scontri tra le truppe del generale Franzini Tibaldeo Paolo, e i briganti impegnati nelle loro scorrerie. L'azione di contrasto delle truppe provocò alle bande di Crocco perdite rilevanti, ma anche i reparti di fanteria e di cavalleria ebbero i loro caduti come quelli ad esempio subiti da un drappello dei Cavalleggeri di Saluzzo che, il 12 marzo 1863 nei pressi di Melfi, fu sorpreso dal fuoco dei briganti presenti in una masseria perdendo 18 uomini. Altre dolorose perdite, 21 uomini, furono inferte allo stesso reggimento nel luglio 1863 quando le bande di Crocco, Schiavone, Caruso e Tortora riuscirono a sorprendere i cavalleggeri in marcia di trasferimento da Melfi a Venosa..
Con la promulgazione della legge Pica, nei primi sei mesi del 1863 molte persone furono arrestate per connivenza con i briganti, per la loro parentela con gli stessi e per manutengolismo. In ogni caso rispetto ai provvedimenti punitivi e coercitivi della Legge Pica, ebbero maggior efficacia la clemenza e la promessa di sconti di pena. Tale atteggiamento, già sperimentato in precedenza, consentì di ottenere la resa di molti capi-banda tra cui quella di Giuseppe Caruso che, arresosi nel marzo 1863 iniziò a collaborare con le autorità militari nei primi mesi del 1864 consentendo all'autorità militare di meglio coordinare l'azione dei reparti e di attaccare Crocco e le sue bande direttamente nei loro nascondigli. Nel corso del 1864 quasi tutte le scorrerie effettuate da Crocco unitamente a Schiavone, Tortora, Volonino e altri furono contrastate dalle truppe del generale Emilio Pallavicini che arrecarono alle formazioni brigantesche numerose perdite in una lunga sequenza di scontri e inseguimenti che si svilupparono nei boschi di Monticchio, di Castiglione e nei pressi del fiume Ofanto.
Perduti molti capi, tra cui nel marzo 1864 Ninco Nanco, e con le bande ridotte allo stremo Carmine Crocco procedette al loro scioglimento e fuggì verso lo Stato Pontificio dove si costituì alla gendarmeria nell'agosto 1864, venendo inaspettatamente per lui arrestato. La perdita di Crocco inferse un duro colpo al brigantaggio della Basilicata ma i capi rimasti tra cui Donato Tortora, Giuseppe Schiavone, Angelo Masini, Rocco Chirichigno Teodoro Gioseffi, Michele Volonnino e Vito di Gianni alias Totaro, continuarono le loro scorrerie prima di essere catturati o cadere durante scontri con le truppe del generale Pallavicini. Altre bande minori continuarono ad operare, ormai senza alcuna connotazione politica, fino allo scioglimento delle Zone Militari avvenuto nel 1870.

## Calabria
(Vincenzo Padula)
I domini continentali del Regno delle Due Sicilie comprendevano la Calabria che risultava suddivisa in tre province e numerosi distretti. Calabria Citeriore, Calabria Ulteriore Prima, Calabria Ulteriore Seconda.
In Calabria, diversamente dalle altre province meridionali, il brigantaggio postunitario non si sviluppò col fine di restaurare la spodestata monarchia Borbonica sul trono di Napoli. Pochissime, infatti, furono le bande legittimiste, quella di Luigi Muraca ne è un raro esempio. In prevalenza le bande calabresi restarono estranee alla tematica del brigantaggio politico lucano e pugliese, poiché il malcontento che esplose in Calabria era dovuto essenzialmente alla mancata risoluzione della questione agraria. Le province in rivolta furono quelle della Calabria Citra (Cosenza) e la parte catanzarese della Calabria Ultra mentre il fenomeno era del tutto inesistente in quel di Reggio Calabria. Dopo l'annessione delle province meridionali al Regno di Sardegna (Plebiscito del 21-22 ottobre 1860) un generale malessere si diffuse in tutta la Calabria, allorquando le promesse fatte ai contadini non vennero mantenute.

La brigantessa Maria Oliverio alla morte del marito, Pietro Monaco, prese il comando della banda. Catturata nel 1864, fu l'unica donna ad essere condannata a morte. La pena venne, poi, commutata in ergastolo.

Con l'Editto di Rogliano (31 agosto 1860) Garibaldi aveva concesso alle popolazioni contadine del circondario di Cosenza gli usi gratuiti del pascolo e della semina sui terreni del demanio statale. Il 5 settembre 1860 il nuovo governo liberale della Calabria Citra, con a capo Donato Morelli, apportò importanti modifiche all'Editto favorendo di fatto i vecchi proprietari terrieri, ciò scatenò la reazione popolare e la nascita del movimento contadino che tra il gennaio e il luglio 1861 portò all'occupazione dei fondi demaniali da parte della popolazione delle campagne cosentine e catanzaresi. Il movimento venne stroncato sul nascere con l'intervento della forza pubblica che estromise con violenza gli occupanti dai fondi. Con la proclamazione del Regno d'Italia (17 marzo 1861) e la conseguente "piemontesizzazione" del territorio la situazione peggiorò ulteriormente. Tutte queste cause portarono, in Calabria, all'ingrossamento delle file brigantesche.
Nelle bande dedite al brigantaggio affluirono quindi: contadini senza terra, braccianti, ex soldati borbonici ed ex volontari unitisi ai garibaldini nel corso della Spedizione dei Mille, renitenti alla leva e delinquenti comuni, ma anche preti, poveri indebitati e donne.
Il brigante più famoso di tutti fu Pietro Monaco, già ex soldato borbonico ed ex garibaldino, che aveva la sua base operativa tra i boschi della Sila Grande, mentre nella Sila Greca dominava l'imprendibile Domenico Straface alias Palma, già brigante ai tempi del Borbone.
Sul versante catanzarese c'erano le bande di Pietro Bianco e di Pietro Corea a farla da padrone. Tra le donne la più famosa fu Maria Oliverio, moglie di Monaco.
La "guerra" di Monaco e compagni fu una "lotta contadina" contro baroni e galantuomini, che si erano schierati per i loro interessi con i nuovi governanti. I briganti della Sila combattevano quindi per sé stessi, ed erano "costretti" a far la guerra contro i soldati italiani sia per legittima difesa e sia perché l'Esercito rappresentava un governo che si era apertamente schierato con i ricchi possidenti e contro pastori e contadini. Obiettivo delle bande era l'invasione delle proprietà terriere e la depredazione delle stesse, spesso seguita dall'incendio di campi e palazzi e dall'uccisione dei capi di bestiame. Non mancavano però gli omicidi, i sequestri di persona, gli assalti alle diligenze; il bottino veniva poi spartito tra la banda e il popolo affamato.